# 黒子のバスケ
『黒子のバスケ』（くろこのバスケ）は、藤巻忠俊による日本の漫画。

## 概要
高校バスケットボールを題材とした少年漫画作品で、藤巻の初連載作品でもある。読切版が第44回（2006年11月期）ジャンプ十二傑新人漫画賞を受賞し、『赤マルジャンプ』（集英社）2007 SPRINGに掲載された。その後、本編が『週刊少年ジャンプ』2009年2号から2014年40号まで連載。本編の後日談として『少年ジャンプ+』2014年9月22日から12月15日まで隔週更新で「黒子のバスケ番外編」が連載された。また、『少年ジャンプNEXT!!』（集英社）2014 vol.6から2016 vol.1まで「黒子のバスケ EXTRA GAME」を連載。
話数カウントは「第○Q（クォーター）」。略称は「黒バス」「黒子」。副題は作中に登場したセリフが使われている。
2012年4月から2015年6月まで、3期に渡ってテレビアニメ化された。テレビアニメからはスーパーアニメツアー・ゲーム・音楽CDなどが派生した。詳細は黒子のバスケ (アニメ)を参照。また、『少年ジャンプ+』において小説版のコミカライズが連載されていた。
2012年10月頃より、作者や作品の関係先各所が脅迫される事件が起こり、イベントの中止・商品の撤去などが行われる被害に遭ったが、2013年12月に容疑者が逮捕された。東京地裁での公判で被告は起訴内容を認め、懲役4年6月の刑が確定した。

## あらすじ
帝光中学校バスケットボール部。部員数は100を超え全中3連覇を誇る超強豪校。その輝かしい歴史の中でも特に「最強」と呼ばれ、無敗を誇った10年に1人の天才が5人同時にいた世代は「キセキの世代」と呼ばれている。
が、「キセキの世代」には奇妙な噂があった。誰も知らない、試合記録も無い、にもかかわらず、天才5人が一目置いていた選手がもう1人、「幻の6人目」がいたと。

### 本編
誠凛バスケ部入部（1巻 / テレビアニメ1Q）
創設2年目の誠凛高校バスケットボール部は全国制覇を目標に掲げていた。この部は去年、主将の日向順平、司令塔の伊月俊ら選手はもちろん、監督の相田リコも含め全員が1年生だったが、IH（インターハイ）都予選決勝リーグにまで出場していた。
そこに「キセキの世代」の「幻の6人目（シックスマン）」黒子テツヤとアメリカ帰りの大型新人火神大我が入部する。実力が一目瞭然の火神とは対照的に、身体能力で劣る黒子は普段から存在に気付かないほど影の薄い選手だった。しかし、黒子は練習試合を通じて視線誘導の能力を存分に発揮し、存在感のなさを逆手に取った見えないパス回しでチームメイトを圧倒する。やがて2人は黒子を影、火神を光とするプレイスタイルを確立していく。そして共にキセキの世代を倒し、日本一になることを約束する。
練習試合 誠凛 - 海常戦（1 - 2巻 / テレビアニメ2Q - 5Q）
キセキの世代・黄瀬涼太擁する海常高校との練習試合が決まった。当初誠凛はただの調整役扱いだったが、火神がリングをダンクで壊したのを契機に黄瀬が出場して本格的な試合となる。見た技を瞬時にコピーし自分のものにする黄瀬は、火神が挑むたびに同じ技で反撃。火神は黒子と連携プレイで対抗するが、元々40分フルには視線誘導を維持できない黒子は負傷したこともあり一時退場。黒子は第3Q終盤から再出場し再び激しく点を取り合う。最後は試合終了と同時に火神がダンクを決め、誠凛が勝利する。
インターハイ東京都予選（2 - 6巻 / テレビアニメ6Q - 18Q）
誠凛バスケ部はIH東京都予選に出場し、トーナメントを勝ち進んでいく。
誠凛 - 正邦戦（3巻 / テレビアニメ8Q - 10Q）
IH予選準決勝の相手は、古武術の動きをバスケに取り入れ、去年誠凛を破った強豪正邦高校。前半はギリギリの試合展開だったが、誠凛は秀徳戦に備えるために黒子と火神を下げる。後半からは2年生メンバーが活躍し、古武術の独特のクセへの対応が追いつき、雪辱を果たす。
誠凛 - 秀徳戦（3 - 5巻 / テレビアニメ10Q - 13Q）
IH予選決勝の相手はキセキの世代No.1シューター緑間真太郎を擁する秀徳高校。誠凛はコートのどこからでも正確にシュートを撃てる緑間と、黒子の視線誘導が効かない高尾に苦戦する。火神は跳躍力による活躍をみせるが、独善的なプレイに走りかけて黒子に諌められる。黒子は加速するパスを導入して高尾に対抗。最後は2人がかりで緑間のシュートを阻止し、勝利。予選決勝リーグへと駒を進める。
誠凛 - 桐皇戦（5 - 6巻 / テレビアニメ15Q - 18Q）
IH予選決勝リーグ初戦では、キセキの世代のエース青峰大輝を擁する桐皇学園高校と対戦。しかし、変幻自在のプレイを見せる青峰の圧倒的な強さの前に誠凛は手も足も出ず、ダブルスコアで惨敗する。その精神的なダメージに加え、この試合で足を痛めた火神が欠場を余儀なくされたこともあり、誠凛はその後の全試合に敗北する。
合宿・IH桐皇 - 海常戦（7 - 9巻 / テレビアニメ19Q - 25Q）
IH出場を逃した誠凛。黒子は自分の限界を感じ誠凛のスターターを外れようとするが、火神が自分を信じてくれていることを知り立ち直り、ウィンターカップまでにもっと強くなることを誓いあう。そこに膝の治療のための入院から復帰した無冠の五将の1人木吉鉄平を加え、夏休みの強化合宿を行う。偶然合宿場所が同じだった秀徳との合同練習などを通じて、各部員が確実に成長していく。
そして合宿最終日、近くで行われていた桐皇と海常のIH準々決勝試合を観戦。激闘の末に桐皇が勝利するが、この試合で青峰は肘を痛め、IH準決勝・決勝を欠場させられる。IHの結果は3位・陽泉、準優勝・桐皇、そして優勝は洛山であった。
ウィンターカップ予選（10 - 12巻 / テレビアニメ28Q - 36Q）
誠凛はIHと並ぶ高校バスケ大会WC（ウィンターカップ）の東京都予選を勝ち抜き、予選決勝リーグに進出。初戦の泉真館高校に快勝する。
誠凛 - 秀徳戦（10 - 11巻 / テレビアニメ29Q - 32Q）
WC予選決勝リーグ2戦目の相手は秀徳高校。IH予選の時とは違い、勝利に飢えた緑間が的確なパスを出すようになり、試合は激しい点の取り合いとなる。秀徳のリードが広がっていく中、第3Qから黒子の新技「消えるドライブ」が炸裂し、誠凛が一気に追い上げる。勝負は木吉によるフリースロー2本に託されたが、膝の痛みが再発していたせいで最後の1本が外れ、引き分けとなる。
誠凛 - 霧崎第一戦（12巻 / テレビアニメ34Q - 36Q）
WC予選決勝リーグ最終戦は因縁の相手、無冠の五将の1人花宮真が率いる霧崎第一高校との対戦。去年、花宮たちが行った反則行為が木吉の膝の負傷の直接的な原因であった。今回も悪質なラフプレイが続き、木吉が身を挺してチームを庇うも、限界を迎えてベンチに引き下げられる。花宮たちのやり方に激怒した黒子は渾身のパスを打ち出し、火神がそれをゴールに叩き込む。そして誠凛は勝利し、WC本戦出場権を獲得する。
ウィンターカップ（13 - 30巻 / テレビアニメ37Q - 75Q）
合宿・誠凛 - 桐皇戦（13 - 16巻 / テレビアニメ37Q - 43Q）
WC初出場を果たした誠凛は、リコの勧めで温泉旅館に一泊する。そこで、同じ旅館に来ていた桐皇にWC初戦で対戦することを聞かされる。次の日、リコの父親相田景虎が臨時コーチに付き、部員全員が試合に向けての調整を行う。火神はバスケの師匠アレックスの下で修行をするために一時渡米する。
そして迎えた試合は序盤から壮絶な点の取り合いとなる。黒子の消えるドライブや新技「加速するパス・廻」は青峰に攻略されてしまい、視線誘導も切れた黒子は最後の大技「ミスディレクション・オーバーフロー」を発動し桐皇を翻弄する。そして、「野生」を身に着けた火神とやり合うことで遂に本気になった青峰は「ゾーン」に入り、後を追うようにゾーンに入った火神との究極の一騎討ちになる。誠凛は残り5秒で1点差まで追いつくが、誠凛最後のフリースローのリバウンドに競り勝ったのは青峰だった。だがそれを読んでいた黒子から火神にパスが通り、試合終了と同時に火神のダンクが決まって誠凛が勝利する。
誠凛 - 陽泉戦（17 - 19巻 / テレビアニメ45Q - 50Q）
WC準々決勝第2試合の相手は、キセキの世代のセンター紫原敦と火神の兄貴分氷室辰也を擁する陽泉高校。第1Qで誠凛は陽泉の絶対的なDFの前に無得点に終わるが、黒子の新技「幻影のシュート」を契機に息を吹き返し、徐々に得点を重ねていく。これに業を煮やした紫原は自らOFに参加し「破壊の鉄鎚」で誠凛を圧倒するも、ゾーン状態の火神には敵わず、試合を放棄。氷室の渾身の説得で再度コートに戻った紫原は最終的にゾーンに入るが、連続跳躍により脚力を使い果たし自滅、誠凛が勝利する。
海常 - 福田総合学園戦（19 - 20巻 / テレビアニメ51Q - 53Q）
陽泉戦後、火神は黒子に諭されて、氷室の元に向かう。その時に彼とアレックスが灰崎祥吾に絡まれているのを目撃する。灰崎は元帝光中バスケ部のレギュラーで、黄瀬は彼に1度も勝ったことがなかった。
WC準々決勝第4試合は海常対福田総合学園。序盤は互角の試合だったが、海常は灰崎の見た技術を次々に奪う能力により追い詰められる。だが、灰崎は黒子から激励を受けた黄瀬の新技「完全無欠の模倣」を止めることができず、海常が逆転勝利を収める。
秀徳 - 洛山戦（20 - 21巻 / テレビアニメ54Q - 56Q）
WC準決勝第1試合は秀徳と、キセキの世代の主将赤司征十郎が率いる洛山高校の対戦。前半は互角だったが、後半から赤司が「天帝の眼」を発動、洛山の一方的な試合展開となる。緑間は腕を構えジャンプした状態で高尾のパスを受け、そのままシュートを放つ「空中装填式3Pシュート」で一気に点差を縮めるが、これも赤司に見切られ洛山が勝利。だが試合を観戦していた氷室は、洛山はまだ全力を出していなかったという印象を持つ。
誠凛 - 海常戦（21 - 23巻 / テレビアニメ57Q - 62Q）
WC準決勝第2試合で、誠凛は練習試合での雪辱を果たそうとする海常と対戦。序盤から誠凛は黄瀬の「完全無欠の模倣」に苦しめられる。だが黄瀬はハードな練習で故障した足の痛みが再発し、一旦ベンチに下げられる。戦力の落ちた海常は奮闘するも、誠凛の攻撃を抑えきれず、点差を広げられていく。終盤に復帰した黄瀬は、再び完全無欠の模倣を発動させ誠凛を追い詰めるが、試合終了と同時に黒子のシュートが決まり、1点差で誠凛が勝利する。
誠凛 - 洛山戦（26 - 30巻 / テレビアニメ67Q - 75Q）
WC決勝は洛山との対戦。赤司と無冠の五将の実渕玲央・葉山小太郎・根武谷永吉を相手に序盤は一進一退の攻防が続くが、黒子の特性「影の薄さ」が消失したため、視線誘導も効果を失い過酷な総力戦となる。しかも洛山の黛千尋が黒子と同じ「影の薄さ」を備えた視線誘導の使い手で、かつ身体能力は黒子以上という新型の「幻の6人目」だと分かる。しかし、黒子は黛をあえて目立つように仕向けて影の薄さを「上書き」し、自身の影の薄さを取り戻して、第2Q終了時で25点差というビハインドを徐々に縮めていく。そして第4Q、赤司がゾーンに入るが火神と黒子の疑似的「天帝の眼」がそれを上回り、追詰められた赤司はついに本来の人格に戻って、味方全員の能力をほぼゾーン同然にする新能力を発動。しかし会場中の声援を受けた火神が誠凛の仲間と共に「直結連動型ゾーン」の扉を開き反撃。その後の鍔迫り合いの隙を突いて、赤司がシュートを決めるも、黒子の火神への横パスからの3P、伊月の冷静なボール奪取、日向の実渕の「地」のシュートの模倣、木吉のリバウンドのもぎ取りが成功し、最後は黒子のアシストで火神がダンクを決めて1点差で勝利し、誠凛がWC初優勝を手にした。

### 回想編
誠凛編（11巻、95 - 99Q / テレビアニメ32Q - 33Q）
かつて、日向・伊月・リコは同じ中学で共にバスケに打ち込んでいたが、全大会で1回戦敗退を喫していた。それゆえ、それまで練習を1度も休んだことがなかった日向は誠凛高校入学と同時にバスケを辞めて不良化する。
「無冠の五将」の1人、木吉の呼びかけで誠凛バスケ部が創設され伊月・水戸部・小金井、そして木吉に説得された日向も加わった。そして朝礼の時、屋上から全校生徒に向けて「日本一を目指す」ことを宣言し、日向の決意を知ったリコも監督として部に入る。
日向を主将として練習に励み、しばらくして初心者の土田が加入。6人しか選手がおらず、しかも全員1年生だったが、日向と木吉の活躍により決勝リーグまでコマを進める。しかし、IH予選決勝で「無冠の五将」の1人、花宮を擁する霧崎第一高校の反則行為によって木吉が負傷し、長期にわたり戦線を離脱する。要を欠いた誠凛は都予選決勝リーグで三大王者相手にトリプルスコアで全敗。IH出場は叶わなかった。
その後、日向は負傷した木吉を奮い立たせ、来年日本一になることを共に誓った。
帝光編（23 - 25巻 / テレビアニメ63Q - 66Q）
黒子は小学校5年生頃に、テレビの試合に触発されてバスケを始める。後に他校の少年で黒子よりバスケが上手かった荻原シゲヒロと共に練習をするようになる。そして、彼の転校が決まった時、いつか全国中学の試合で戦うことを誓う。
バスケの強豪校である帝光中学校に入学するも、バスケ部の同学年は赤司・青峰・緑間・紫原・灰崎と、すぐに一軍で活躍していた強者ぞろいで、黒子は長く三軍に止まり挫折しかける。しかし、赤司に「影が薄い」という才能を見出され、視線誘導の技術をバスケに取り入れることで、一軍に昇格。青峰を相棒（光）として異質な才能を開花させた。
2年の春、黄瀬がバスケ部へ入部。灰崎が退部したため、レギュラーに繰り上がる。だが、青峰はその非凡の才能が開花し、周囲との実力差が開きすぎたことに絶望し、やさぐれて練習をサボるようになる。この年の夏、帝光は苦戦しながらも全中連覇を果たす。この年、荻原のチームは敗退していたために約束は叶わなかった。
全中連覇後、監督・白金耕造が病床に伏す。その後、理事長は「キセキの世代」を特別扱いするようになる。それと同時に緑間・黄瀬・紫原・赤司の才能も開花、さらに赤司は別人のように豹変する。やがて青峰に加え紫原も練習をサボリがちになり、相手チームへの誠意を失う。黒子は彼らのプレイスタイルに失望するも、それを止めることはできずにいた。
3年生になった黒子は日本のバスケに失望していた火神や創設して間もない誠凜高校バスケットボール部と邂逅する。さらに後者のチームプレーを意識した試合を願望の眼差しで見つめる。全中では準決勝で黒子が負傷する。決勝を控えた荻原は黒子を見舞いに行くが、赤司と対面した際に価値観の相違が露呈してしまう。決勝戦は帝光による遊び感覚でのプレイに荻原は絶望し、黒子もバスケから離れてしまう。しかし、黒子は荻原の「黒子ならきっとキセキの世代を変えられる」という伝言を聞き、バスケを続ける覚悟を決める。そして黒子はバスケ部の試合を見て憧れた誠凛高校に進学する。

### 続編
EXTRA GAME（EX前後編 / 劇場版『LAST GAME』）
誠凛がWCで初優勝してから翌年、アメリカで圧倒的な人気と実力を誇る若手ストリートバスケットボールチーム「Jabberwock」が日本へとやって来る。だが、Jabberwockはエキシビションマッチでチーム「Strky」をボロカスに下し、さらにチームのリーダーであるナッシュ・ゴールド・Jrは日本人に対し人種差別的な発言をする。これに怒りを燃やした相田景虎はリベンジマッチを宣言。その後、Jabbarwockを倒すために黒子達が集まり、「キセキの世代」を中心とした特別チーム「VORPAL SWORDS」が結成される。

## 登場人物
| バスケ部     | キセキの世代                | 無冠の五将                     |
| ------------ | --------------------------- | ------------------------------ |
| 誠凛高校     | （黒子テツヤ） （火神大我） | 木吉鉄平                       |
| 海常高校     | 黄瀬涼太                    |                                |
| 秀徳高校     | 緑間真太郎                  |                                |
| 桐皇学園高校 | 青峰大輝                    |                                |
| 陽泉高校     | 紫原敦                      |                                |
| 洛山高校     | 赤司征十郎                  | 根武谷永吉 実渕玲央 葉山小太郎 |
| 福田総合高校 | （灰崎祥吾）                |                                |
| 霧崎第一高校 |                             | 花宮真                         |

人物の声は特記しない限りアニメ版のもの。

### 誠凛高校
黒子 テツヤ（くろこ テツヤ）
声 - 小野賢章 / 小清水亜美（VOMIC）
身長：168センチメートル（中学入学時155センチメートル） / 体重：57キログラム / 誕生日：1月31日 / 家族構成：父・母・祖母
誠凛高校1年生。ポジションは不明。背番号は11（中学時代は15）。景虎から付けられたあだ名は「うすいの」。
本作の主人公。帝光中学バスケ部出身で、キセキの世代のメンバーからも一目置かれた「幻の6人目」。
普段から、眼前の相手にも気付かれないほど極端に影が薄く、無表情で自己主張も控えめ。冗談や声を張ることが苦手。誰に対しても丁寧語で話すなど基本的に礼儀正しく、冷静沈着で言いたいことは率直に言う性格。それゆえ、熱くなりやすい火神をたしなめ、平常心を取り戻させる役割を担う。怒ることは少ないが、非道な行いやチームメイトへの侮辱に対しては激昂し感情を露にし、言葉遣いも荒くなる。勝ち目の薄い試合でも最後まで諦めず、根っからの負けず嫌いでもある。小食で、好きなものはバニラシェイク。趣味が読書で得意科目も国語だが、ほかの教科は平均的。
当初は「影として光（火神）を日本一にする」ことを目標に試合に臨むが、IH予選で中学時代の相棒である青峰の所属する桐皇に敗退した後、「帝光中の6人目」ではなく「誠凛高校の11番 黒子テツヤとして日本一になりたい」と志を改める。
身体能力は低く、フリーでのレイアップシュートも決められないほど技術も未熟。しかし並外れた観察眼と存在感の薄さを活かし、「視線誘導」によって相手のマークを外し、華麗なスティールとパスワークでチームを得点に導く。また、帝光時代に全国レベルの試合を経験したこともあり、状況判断に優れ、自ら作戦を立案することもある。当初はコート内で最も強い存在感を持つボールを保持することを忌避していたが、先輩やライバルたちからの叱咤激励により、「消えるドライブ」「幻影のシュート」などの技術を獲得し、自ら得点することも可能になった。しかし、余りにも「目立つ」プレイや対海常戦でのブザービーターが災いし、対洛山戦では試合の序盤に影の薄さを喪失してしまう。だが、黛にわざと得点させて目立たせることで「上書き」を行い、影の薄さを取り戻すことに成功する。試合終盤、ゾーンに入った赤司に対抗するために、今まで培った観察眼と仲間との絆による「 擬似的『天帝の眼』」を披露する。
『EXTRA GAME』では「Jabberwock」の非道な行いに始終怒りを露にしていた。試合終盤では、ナッシュからボールを奪取し、火神と青峰のコンビをアシストした。
火神 大我（かがみ たいが）
声 - 小野友樹（幼少期：鷄冠井美智子） / 小西克幸（VOMIC）
身長：190センチメートル / 体重：82キログラム / 誕生日：8月2日
誠凛高校1年生で誠凛での黒子の相棒。ポジションはPF（パワーフォワード）。背番号は10。景虎から付けられたあだ名は「あかいの」。
キセキの世代からは彼らと同じ10年に1人の天才、「キセキならざるキセキ」と評されている。
二股に分かれた眉毛と、筋肉質の恵まれた体躯を持つ、中学を卒業してから日本に来たアメリカ帰りの帰国子女。チャレンジ精神と向上心あふれる熱血漢。黒子と出会った当初はお互いにあまり良い印象を持っていなかったが、共にプレーする中で親友同然の間柄となる。兄貴分の氷室との絆が切れるのを恐れて本気の勝負ができないなど、根は優しく情に流されやすい性格。帰国当初は日本のバスケのレベルの低さに失望し、中学3年時に一時バスケを止めていた。
父親が仕事の都合でアメリカに残っているため、現在はWC本戦会場の近くにあるマンションに一人暮らしをしている。私生活は質素で、部屋には最低限の家具とバスケ用具しかない。家事は自分でこなしているため、部活の合宿では自作の料理を振る舞うこともあり、本人も非常に大食い。強面かつ粗暴で喧嘩も強いが犬や怪談などが苦手。バスケに関しては優れた頭のキレを見せることがあるが、勉強は苦手で学業成績は悪く、誠凛の入試もギリギリで合格した。日常の英会話は堪能だが、「細かすぎる」という理由で英語の授業も苦手にしている。在米期間が長かったために敬語の使い方が下手だが、次第に目上の者や実力者に敬意を払う発言が多くなった。
アメリカのジュニアスクール時代は日本人が数少なく周囲から浮いていたが、のちに兄貴分となる氷室との出会いをきっかけにバスケに傾倒する。首に掛けているリングチェーンは、この氷室と分けた兄弟の証である。しかし、負傷した氷室を気遣って手抜きのプレーをしたことから確執を生み、喧嘩別れのような形でアメリカを去った。
1年生にして誠凛のエースを務める大型新人。ストバス仕込みの荒々しいスタイルが特長で、発展途上ながらもキセキの世代に比肩する才能を持つ。特に圧倒的な最高到達点と滞空時間を誇り飛ぶ度に高さが増す跳躍力が最大の武器だが、スタミナや足腰をはげしく消耗させるため多用はできない。また、左手でのボールハンドリングを苦手としていたが、のちに矯正に成功する。WC前には渡米し、アレックスの指導の元「野性」を取り戻す。
WCの対桐皇学園戦では青峰とのマッチアップで「ゾーン」に突入し、突破口をこじ開ける。対陽泉戦では、ゾーンに頼ろうとするあまり苦悩し、黄瀬から強く非難されるが、結果的に発破が掛かり自分のプレーを再認識した結果、ゾーンへと突入しアレックスとの特訓で習得した「流星のダンク」を披露する。対海常戦では試合中に目まぐるしい速度の成長を見せ、ダブルチームによるディフェンスを突破して見せた。対洛山戦では、試合開始直後にゾーンに入り、洛山から先制点を取る。赤司に反撃され、一度は解けるものの、黒子の復活と共に再びゾーンに入り、長広域ディフェンスで翻弄する。その後、洛山のチームプレーに追いつめられるが、観客からの声援を受けて、ゾーンの深奥にある「第二の扉」を開放し「直結連動型ゾーン」に突入する。
『EXTRA GAME』の「Jabberwock」との対戦では、試合終了2分前に青峰と共にゾーンに入り、青峰と二人で試合を決める最後のダンクを決めた。『LAST GAME』においてはアレックスの推薦もあり強豪チームを擁するアメリカンハイスクールに転入することとなり、日本を発った。
相田 リコ（あいだ リコ）
声 - 斎藤千和 / 藤村歩（VOMIC）
身長：156センチメートル / 誕生日：2月5日
誠凛高校バスケ部監督兼マネージャーを務める2年生。相田景虎の一人娘で、景虎からは「リコたん♡」と呼ばれる。
通称「カントク」。部員のことは基本的に名字に君付けで呼ぶが、元恋人である木吉は常に「鉄平」と呼んでいる。また、洛山との試合終盤では日向の事を「順平」と呼んでいた。
作戦立案・スケジュール管理・トレーニングメニューの作成などを担当している。幼少期からアスリートのデータや肉体に親しんできたため、父と同じ「読みとる目」を持つ。しかし非常に料理下手で、火神の指導によってある程度改善するが、その後もサプリメントを大量に混ぜるなど余計なひと手間を加えている。
かわいいと言われることもあるが、ギリギリBカップの貧乳がコンプレックスで、巨乳やそれに目が釣られる男を敵視している。また、ことあるごとに自分の胸をからかってくる桃井を小娘と呼び、張り合っている。
バスケに関しては真摯で真面目。また、ストーリーの語り部となることがある。
頭脳明晰で、実力テストでは2年生305人中2位。火神のことを「バカガミ」と罵るのは主に彼女。
日向 順平（ひゅうが じゅんぺい）
声 - 細谷佳正 / 川田紳司（VOMIC）
身長：178センチメートル / 体重：68キログラム / 誕生日：5月16日
誠凛高校バスケ部主将を務める2年生。ポジションはSG（シューティングガード）。背番号は4（『EXTRA GAME』では「VORPAL SWORDS」の13）。景虎から付けられたあだ名は「プッツンメガネ」。
眼鏡をかけた地味で温厚な風貌だが、1度「スイッチ」が入ると挑発的な毒舌家の本性を見せる。口癖は「ダアホ」。いかなる局面でも自信を失わない誠凛の精神的支柱。リコや伊月とは同じ中学バスケ部の出身。中学時代は戦績が振るわず、1度バスケをやめて不良になろうとしたが、木吉と関わる中でバスケへの情熱を取り戻した過去を持つ。実家は床屋で、自身も散髪の心得がある。リコに対しては好意を抱いている描写がある。
誠凛屈指のクラッチ・シューターであり、「スイッチ」が入った状態ではさらに集中力が高まり、成功率も大幅に上昇する様はクラッチ・モードと称される。プレッシャーに強くなるために「シュートを外した数だけお気に入りの戦国武将フィギュアを折る」という特訓を強いられた結果、現在の強気な人格が形成された。火神・木吉とともに誠凛の強力な得点源であり、日向の3P（スリーポイント）シュートで試合の流れが変わることも多い。しかし、ガードの選手としては動きは遅く、ドリブルも得意ではないため、ボールをスティールされる局面も目立つ。WC前に景虎のトレーニングを受け「不可侵のシュート」を体得する。
中学時代は憧れのNBA選手レイ・アレンのシュートフォームを真似ていたが、却って成功率が低下したため断念し、当時地区が近所だった洛山の実渕を参考に現在のフォームを確立した。シュート率は作中でもトップクラスであり、若松にも「緑間を抜いたらトップの3Pシューターではないか」と賞賛された。
スタメンでは唯一、フル出場していたが、対洛山戦では痛恨の4ファールを取ってしまい、ベンチに下げられるも、小金井の善戦により実渕の3種のシュートの僅かな違いを見抜き、彼のシュートを攻略し、試合終盤では彼の「地」のシュートを模倣し、逆転のチャンスを掴み取る。
実力テストでは2年生305人中112位と、バスケ部2年生では最も成績が悪い。
伊月 俊（いづき しゅん）
声 - 野島裕史 / 大原崇（VOMIC）
身長：174センチメートル / 体重：64キログラム / 誕生日：10月23日
誠凛高校バスケ部副主将を務める2年生。ポジションはPG（ポイントガード）。背番号は5。景虎から付けられたあだ名は「キューティクルサラ男」。
誠凛では日向同様、ほとんどの試合でフルタイムで出場している。突出した才能はないが、「鷲の目」の広い視野を活かした的確なパスで誠凛の司令塔を務める。WC前には鷲の目を生かしたバックチップ「鷲の鉤爪」を体得する。バスケ歴は小学校2年生からで、誠凛の中では最もキャリアが長い。
誠凛の中では比較的常識人だが、家族揃ってのダジャレ好きであり、ダジャレを書き留めるネタ帳を何冊も持っている。突発的にダジャレを言うためチームメイトにたびたび煙たがられ、チーム内では一番モテるもののルックスに惹かれた女性も幻滅して去っていく。
WCの対海常戦では誠凛レギュラーの中で一番舐められている描写もあったが、その後の善戦で認識を改められ、洛山の葉山からも「一流のプレイヤー」として認識されるようになる。対洛山戦では、本気を出した葉山を火神との連携で止め、さらには終盤で周囲が熱くなる中で唯一、冷静に試合を見通し、的確な判断でボールを奪取し、誠凜の勝利に大いに貢献した。
実力テストでは2年生305人中71位。
木吉 鉄平（きよし てっぺい）
声 - 浜田賢二
身長：193センチメートル / 体重：81キログラム / 誕生日：6月10日
誠凛高校2年生。ポジションはC（センター）。背番号は7。景虎から付けられたあだ名は「天然ボケ男」。
「無冠の五将」の1人で異名は「鉄心」。誠凛バスケ部の創設者。
リコと一時期交際していた。入院していた頃に花札にはまり良く周囲に勧めているが、毎回流されている。
ギャグを真に受けたり、真顔でズレたことを言う天然ボケだが、不屈の闘志を持ち、非常に仲間思いな性格。日向によると「バスケットに最も誠実な男」。紫原や花宮からは苦手意識を持たれている。口癖は「楽しんでこーぜ」。
バスケ歴は中学校からで、自分のコンプレックスだった長身を活かせるスポーツとして、友人から紹介してもらったのがきっかけ。昨年度のIH都予選中に膝に違和感を覚え、決勝で対戦相手の花宮の策略によって膝を負傷。以降、1年以上の治療期間を経てIH敗戦後の誠凛バスケ部に復帰してくる。しかし、完治には至っておらず、強敵と試合する上で弱点となっている。
ボールを片手で保持できる大きな手と握力の強さを活かし、ボールを手放す直前でプレーを強引に変更できる「後出しの権利」を持ち、WCではリバウンド用の新技「バイスクロー」を披露する。その技術から技巧派と勘違いされることも多いがパワーもあり、Cとしては紫原を除けば高校ナンバー1と評されるほどの選手だが、本来はパスで味方を活かすPGが得意。後に、小金井の何気ない一言がきっかけで、この2つのポジションを同時にこなす「ゴール下の司令塔」というスタイルを確立する。
WCの対陽泉戦では過去に対戦経験があり、因縁の相手でもある紫原に心身共に完膚なきまでに叩きのめされるも、持ち前の闘志と仲間の支えを受けて復活、日向や火神との連携で氷室と紫原の攻撃を攻略する。対洛山戦では、根武谷のパワーに押されるものの、日向の鼓舞を受け、膝の悪化を避ける無意識のセーブを外すことにより押し返し、終盤における日向のフリースローのリバウンドをもぎ取った。試合後にアレックスの勧めでアメリカで手術を受けることになる。
非常に明晰な思考の持ち主で、実力テストは2年生305人中トップ5位圏内。
小金井 慎二（こがねい しんじ）
声 - 江口拓也 / 阿部敦（VOMIC）
身長：170センチメートル / 体重：67キログラム / 誕生日：9月11日
誠凛高校2年生。ポジションはF（フォワード）。背番号は6。景虎から付けられたあだ名は「ニャンコ小僧」。
愛称は「コガ」。「茜（声 - 下田レイ ）」という名の顔がそっくりな姉がいる。
猫のような口元が特徴。非常に明るく元気なお調子者で、苦境でもめげない精神を持つ。中学時代はテニス部に所属していたが、同じ中学でバスケ部だった水戸部に感化され、高校からバスケを始めた。寡黙な水戸部の意思を代弁する通訳をになう。
テニス部で培った高い運動能力を持つが、どの能力や技術もそこそこ。それゆえ、「何でもできるが何もできない」「Mr.器用貧乏」などと呼ばれ、黒子と火神の入部後は控えに回る。得意技は全範囲（オールレンジ）シュートで成功率もそこそこ。
練習について行けずバスケ部を退部しようと思ったこともあったが、水戸部の反対や姉からの叱咤を受けて思いとどまった。
対洛山戦では、実渕とのマッチアップで無意識に「野生」を発動し、彼を驚愕させる。結果的に適わなかったが、日向が彼のシュートを攻略するキッカケとなった。
実力テストでは2年生305人中52位と、バスケ部2年生では木吉とリコに次いで成績が良く、得意科目も苦手科目もない。
水戸部 凛之助（みとべ りんのすけ）
声 - 井上剛 / 岡林史泰（VOMIC）
身長：186センチメートル / 体重：78キログラム / 誕生日：12月3日
誠凛高校2年生。ポジションはPF（1年時）→C。背番号は8。景虎から付けられたあだ名は「ムッツリ」。
寡黙で温厚な仕事人。心配性で、周りの人間を気遣う。実家は大家族で、幼い弟妹でいつもにぎわっている。一番上の妹の名前は「千草（声 - 小林真麻 ）」。
得意技はフックシュートで、ダンクをこなせる高さもある。「いぶし銀」と称される高いディフェンス力も特徴。木吉の復帰後は小金井とともに黒子・火神との交代要員として出場する。
実力テストでは2年生305人中74位。
土田 聡史（つちだ さとし）
声 - 井上剛
身長：176センチメートル / 体重：70キログラム / 誕生日：5月1日
誠凛高校2年生。ポジションはPF。背番号は9。景虎から付けられたあだ名は「タケシ」。
愛称は「ツッチー」。
糸目が特徴。2年の中では最後に入部し、小金井同様高校からバスケを始めたため、1年の頃から出番の少ない控え要員だが、出場したときは得意技のリバウンドを活かして活躍する。個性的な人物の多いバスケ部の数少ない常識人。誠凛バスケ部唯一の彼女（声 - 小林真麻 ）持ち。
WCの対洛山戦の前に彼女からの励ましを受けて、控え選手の重要さを再認識し、試合中もベンチからの声援で他のベンチのメンバーを引っ張っていった。
実力テストでは2年生305人中81位。
降旗 光樹（ふりはた こうき）
声 - 水谷直樹
身長：170センチメートル / 体重：60キログラム / 誕生日：11月8日
誠凛高校1年生。ポジションはPG。 背番号は12。景虎から付けられたあだ名は「茶パツ」。
愛称は「フリ」。
茶髪が特徴。好きな女子と付き合うために、バスケで一番を目指し入部した。
非常に臆病だが、良く言えば用心深く慎重な性格であり、結果としてペースの遅いロースコアゲームに適したゲームメイクを可能としている。
WCの対海常戦では、試合のペースダウンを図る目的で途中出場し、黒子・火神以外の1年生で初めて公式戦デビューを果たす。
河原 浩一（かわはら こういち）
声 - 吉本泰洋
身長：175センチメートル / 体重：64キログラム / 誕生日：5月18日
誠凛高校1年生。ポジションはSF（スモールフォワード）。背番号は15。景虎から付けられたあだ名は「黒まめ」。
坊主頭が特徴。幼少期は病弱だった為、憧れのバスケを始めた。アニメでは話が非常に長く、自分の世界に入ってしまうことがある。一時バスケ部を辞めかけたが、降旗に励まされ立ち直る。福田と交代する形でWCの対洛山戦で公式戦デビュー。
福田 寛（ふくだ ひろし）
声 - 佐々木啓夫
身長：180センチメートル / 体重：70キログラム / 誕生日：4月26日
誠凛高校1年生。ポジションはC。背番号は13。景虎から付けられたあだ名は「フク助」。
黒の短髪が特徴で、1年生では火神に次ぐ長身。人助けが趣味で、アニメ版・小説版では伊月の駄洒落を真に受けて入部した。プライベートで外出するときは帽子を着用する。降旗と交代する形でWCの対洛山戦で公式戦デビュー。
テツヤ2号
声 - 野島裕史
誠凛高校で飼われている犬。背番号は16。景虎から付けられたあだ名は「犬まる」。
通称「2号」。
IH後に黒子が拾った捨て犬。黒子と目がそっくりなため小金井に命名された。愛想がよく人懐っこい性格。犬のわりに人間臭い面があり、特にバスケに対しては反応がいい。犬用サイズにあつらえられた誠凛ユニフォームを着ていることもある。試合会場には連れてこれないために、高校で留守番をしていることが多いが、WC予選では小金井、WC決勝戦にはアレックスに連れて来てもらった。
アニメでは原作より早く登場したため、出番が大幅に増えている。アニメ版第2期ED1の週替わりカットでは主役になり、本編で関わらなかった人物とも出会っている。また、誠凛のメンバー以外の人物からも可愛がられている。
武田 健司（たけだ けんじ）
誠凛高校バスケ部顧問。杖をついて震えながら生徒を見守る高齢の男性教師。
バスケは素人で、試合では見ているだけの存在。

#### メンバーの協力者
相田 景虎（あいだ かげとら）
声 - 三木眞一郎
身長：181センチメートル / 体重：75キログラム / 誕生日：2月6日 /年齢：38歳
リコの父親。「相田スポーツジム」経営者にして、元全日本代表のSF。現役当時の背番号は7。
誠凛高校バスケ部の練習に施設の一部を無償で貸している。かつては監督業もしていたが、現在は退いて娘にそのノウハウを叩き込んでいる。他人にあだ名をつけるのが趣味。
娘と同様「読みとる目」を持ち、その眼力は娘より正確に相手の肉体のデータを分析できる。
娘を溺愛しており彼女が試合前に徹夜する際には気遣っているが、行きすぎるあまり容赦ない制裁を受けることもある。
高校進学後のキセキの世代が所属するチームの監督全員と顔なじみでもあり、彼らにも基本的に変わったあだ名を付けている。
『EXTRA GAME』では「VORPAL SWORDS」の監督を務めた。
アレクサンドラ＝ガルシア
声 - 甲斐田ゆき
身長：180センチメートル / 誕生日：8月8日 /年齢：31歳
金髪とサングラス、Gカップのバストが特徴のアメリカ人美女。日本語も堪能なバイリンガル。氷室・火神の師で、2人からは「アレックス」と呼ばれる。
大学時代からチームを王座へ導いた凄腕で、WNBAでも活躍した元プロバスケットボーラー。日本でも名を知られていたスター選手だったが、急激な視力悪化で引退に追い込まれた。引退直後は荒れていたものの、その時期に出会ったバスケ好きの少年である火神と氷室にバスケを教えているうちに生きがいを感じ、落ち着きを取り戻していった。現在は地元のバスケクラブでコーチをしている。火神と氷室の試合を観るために日本を訪れており、誠凛メンバーと共に行動することが多い。
気に入った相手には平然とキスをするなど、日本人の目にはややスキンシップ過剰に映るほどの奔放な性格で、火神に全裸を見られても平然としている。異性としての氷室・火神に対しては「もう一回り大人だったら考えてやってもいいかな」と発言している。バーベキューが得意で、アニメの鑑賞を趣味としている。

### 「キセキの世代」の所属高校

#### 海常高校
黄瀬 涼太（きせ りょうた）
声 - 木村良平 / 大原崇（VOMIC）
身長：189センチメートル（中学1年時171センチメートル） / 体重：77キログラム / 誕生日：6月18日
海常高校1年生。ポジションはSF。背番号は7（中学時代は16→8）。
バスケット歴わずか2年にして「キセキの世代」に名を連ねた天才。
両目尻の長い睫毛、左耳のピアスが特徴の美男子。道行く先で女性に騒がれるほど整った容姿を持ち、現役のファッションモデルとしても活躍している。公式ファンブックでも”美貌”とまで評されている。認めた相手の名前を「○○っち」とつけて呼び、語尾に「〜っス」とつける話し方が口癖。社交的な性格だが、気に入らない相手には横柄で見下すような態度を取る。当初は先輩に対しても生意気に振る舞い、笠松に傲慢な言動を叱咤されていたが、誠凛に練習試合で敗北したのを機にモデルをほぼ休業するなどバスケに対して真摯な態度を取るようになり、エースとしてチームメイトの信頼を得ていく。
自称「黒子っちの親友」。黒子と火神が最初に対戦することになるキセキの世代であり、敗北してからは誠凛を好敵手として意識するようになる。以後は誠凛の試合会場にたびたび足を運んでおり、黒子と火神に肩入れするような描写も多い。
中学時代から運動神経抜群だったが、すぐに人より上手くなってしまうため熱中できるスポーツがなく、特定の部活には入らず退屈な日々を過ごしていた。しかし、中学2年の春に青峰の練習風景を見て初めて自分が勝てない相手と認識し、彼に憧れバスケ部に入部する。練習中に何度も青峰に1on1を挑んでいたが、結局勝てずじまいだった。
その呑み込みの早さを活かし、一度見た相手の技を即座に再現できる「模倣」の技術を持つ。しかし、個々の身体能力で上回るほかのキセキの世代の技は模倣できず、自身のバスケ歴の短さもあって「キセキの世代の中では一番下っ端」や「5人目的存在」と自嘲している。しかし、IHの桐皇戦で青峰と対戦したときは、自身が抱いていた青峰への憧れを捨て去ることで彼のプレースタイルの模倣に成功。WCの福田総合戦で因縁ある灰崎と対戦した時は、黒子の激励もあってのキセキの世代すべての技を使用可能な「完全無欠の模倣」を使用する。
『EXTRA GAME』のJabberwock戦では、完全無欠の模倣とゾーンを同時に発動させ、短時間ながらシルバーをも圧倒し、緑間から「この瞬間だけはコート上で最強」と評される。
笠松 幸男（かさまつ ゆきお）
声 - 保志総一朗 / 櫻井トオル（VOMIC）
身長：178センチメートル / 体重：66キログラム / 誕生日：7月29日
海常高校バスケ部主将を務める3年生。ポジションはPG。背番号は4（『EXTRA GAME』では大学生バスケットボールチーム「Strky」の7）。
専門誌に記事が掲載されるほどの全国区プレーヤー。チームメイトからの信頼も厚い海常の精神的支柱。熱血漢で体育会系をイメージさせるコミュニケーションを取る。
負けず嫌いで、バスケでの挑発にはお返しを忘れない。冷静な状況判断力と、自分より大柄な相手でも怯まない度胸を持つ。ターンアラウンドやフェイダウェイジャンパーが得意で、そのスピードは伊月からこれまでに戦った相手でキセキの世代を除けば最速と評された。
昨年の海常はIH優勝を狙えるチームだったが、笠松のパスミスによる逆転を許し初戦敗退。その罪悪感から責任を取って退部を考えるまでに思いつめるが、監督はそんな笠松を主将に指名する。そのことが主将としての存在意義、IH制覇の高みを上げることとなった。そういった理由から海常プレイヤーであることに誇りを持ち、黄瀬にも初めから特別扱いをすることは一切無く、増長気味な態度を取っていた彼に対して「目上の人間、特に自分より長く努力をする人に敬意を持て」と叱るなど、キセキの世代ではなく海常の新人として評価している。礼節を重んじ、アニメ版のWC準々決勝の福田総合学園高校戦では、灰崎の先輩である石田らに対する傍若無人な言動に憤りを募らせ、「忠告」として「先輩は敬え!!」と一喝していた。
クラスの集合写真に写った女子すら直視できないほど女性が苦手で、まともに会話をしたことがない。
小堀 浩志（こぼり こうじ）
声 - 佐々木義人
身長：192センチメートル / 体重：74キログラム / 誕生日：10月2日
海常高校バスケ部副主将を務める3年生。ポジションはC。背番号は8。
非力だが優れた技巧を持つ「柔」のC。黄瀬の放つ「加速するパス・廻」を受け取れるほど身体能力も高い。黄瀬によると「かなりのお人よし」。
森山 由孝（もりやま よしたか）
声 - 樋口智透
身長：181センチメートル / 体重：67キログラム / 誕生日：2月13日
海常高校3年生。ポジションはSG。背番号は5。
シュートフォームが独特で、ふらふらした軌道を描く無回転シュートによってブロックしづらい間合いを作る。
誠凛との練習試合で負けてから変わった黄瀬を認め、試合中はチームの一員としてフォローするようになる。作中における「残念なイケメン」の1人。かわいい女の子が大好きで、その場で見つけた子のために戦うが、ナンパの口上が変わっているためモテない。
早川 充洋（はやかわ みつひろ）
声 - 野間田一勝
身長：185センチメートル / 体重：77キログラム / 誕生日：8月18日
海常高校2年生。ポジションはPF。背番号は10。
かなりの熱血漢で早口。滑舌が悪く、ら行が言えない。リバウンドが得意で、その実力は笠松も推している。
森山同様、黄瀬に対して初めはいい印象を持っていなかったが、誠凛との練習試合で負けてから変わった黄瀬のことを認めるようになる。笠松らの引退後、主将に任命された。
中村 真也（なかむら しんや）
声 - 蓮池龍三
身長：181センチメートル
海常高校2年生。ポジションはSG。背番号は9。
第190Qに黄瀬と交代で登場。黒縁眼鏡をかけている。
全中ベスト8に進んだ経歴があり、そのディフェンス力は当時ナンバー1と評されていた。
黄瀬と二人きりになると会話が続かない為、苦手としている。
武内 源太（たけうち げんた）
声 - 安元洋貴
誕生日：3月3日 / 年齢：39歳
海常高校バスケ部監督。社会科（日本史）の教師。元全日本代表で、現役当時の背番号は9。現役時代は今と比べものにならない程痩せていた。
恰幅のいい中年男性。格下相手には見下した態度を取り、誠凛のことも単なる調整相手と見なしていたが、惜敗する。屈辱ではあったが、結果的に黄瀬や海常メンバーがより一層練習に励むこととなり、それを内心では誠凛に感謝していた。
キセキの世代の一人である黄瀬の加入で浮足立つメンバーを制ることをせず、黄瀬を特別扱いしていた反面、失意の笠松を主将に指名して再起の契機を作るなど、指導者としてのメンタリティも備えている。海常メンバーに対しては厳しいが、原澤に対抗して髭を剃り、スーツ姿で現れるなど、お茶目な一面もある。また、全日本時代には雅子に好意を抱いていたようであり、現在でも気があるかのような描写がある。
景虎には「ゲンゲン」と呼ばれているが、本人は嫌がっている。

#### 秀徳高校
緑間 真太郎（みどりま しんたろう）
声 - 小野大輔 / 遊佐浩二（VOMIC）
身長：195センチメートル（中学1年時174センチメートル） / 体重：79キログラム / 誕生日：7月7日 / 家族構成：父・母・妹
秀徳高校1年生。ポジションはSG。背番号は6（中学時代は11→7）。
元帝光バスケ部副主将で、「キセキの世代」随一の3Pシューター。
語尾に「〜（な）のだよ」と付ける話し方とアンダーリムの眼鏡と長い下睫毛が特徴で、裸眼ではライオンの装飾物と人の区別がつかないほど視力が低い。
プライドが高く無愛想だが、自分が認めた相手にはアドバイスを送ったり、軽く変装してよく他校の試合に足を運ぶなど義理堅い一面もある。高尾によると「ツンデレ」。桃井の黒子へのアプローチにまったく気づかないなど、恋愛事に対してはかなり鈍感。年上がタイプらしい。
高尾とはよく共に行動しており、彼と行動する際は自転車で牽引するリアカーに乗っている。彼との発言に悪態をついたり、マイペースぶりに振り回されるものの、共にプレーする中で互いを認め合い、WCの対洛山戦ではコンビネーション技を披露してあと一歩のところまで追い詰めた。黒子とは相性は悪いが、身体能力が低いながらも帝光のレギュラーであり続けた点は評価している。中学の時、黒子に出会った際は赤司が彼を評価していることがよく分かっていなかったようだが、試合を通して理解するようになった。
「人事を尽くして天命を待つ」を座右の銘とする運命論者。テレビ番組「おは朝」の占いに傾倒し、必ずその日のラッキーアイテムを傍に置き、実際に自分に都合のよい展開になることが多い。赤司に密かな対抗心を抱いており、中学時代は休み時間中に将棋勝負をしたり、定期テストではさまざまなゲン担ぎをして彼に挑んでいたが、1度も勝ったことはなかった。もっとも近くにいたがために、赤司に潜むもう一人の人格に早期から勘づいていた。WC開会式後に、開花する前の赤司の能力について黒子に話している。部活以外は利き腕である左手の指をテーピングで念入りに保護している。ピアノが得意。
コート全域から放たれる一撃必中の「超長距離3Pシュート」が唯一にして最大の武器だが、それ以外のスキルも一流。当初は自分だけを信じたスタンドプレーを貫いていたが、誠凛のチームプレイの前に惜敗後、勝利とリベンジに対する執念からチームプレイを行うようになる。帝光時代もキセキの世代の中ではほぼ唯一練習をサボったり相手チームを弄ぶことはなく、人格の変化に伴って問題行動が目立つようになった赤司やバスケへの情熱を無くした青峰らを諌めることは無かったが、「人事を尽くさない奴と仲良くはできない」と批判していた。理知的な外見に反して努力を積み重ねる実直な性格で、3Pシュートにこだわる理由も「2点ずつより3点ずつ取ったほうが強い」というシンプルな思想から。
『EXTRA GAME』のJabberwock戦では、もう一人の人格になった赤司とコンビを組み、本来は高尾としか出来なかった連携の3Pシュートを決めて相手を驚愕させた。
高尾 和成（たかお かずなり）
声 - 鈴木達央 / 箭内仁（VOMIC）
身長：176センチメートル / 体重：65キログラム / 誕生日：11月21日 / 家族構成：父・母・妹
秀徳高校1年生。ポジションはPG。背番号は10（『EXTRA GAME』では「VORPAL SWORDS」の14）。
緑間のよき相棒で、ともに秀徳のバックコートを支える。
社交的でコミュニケーション能力に長け、誰とでもすぐに仲良くなれるお調子者。込み入った事情は持ち込まずにバスケを楽しんでいる。
中学時代に緑間に敗れ雪辱を誓うが、高校では偶然チームメイトになる。入部当初は張り合うこともあったが、次第に敵意は消え、緑間に認めてもらうことを目標に練習に打ち込む。緑間と共に誠凛の試合を観戦するうちに彼らに興味を持ち、特に同学年でエースの相棒という共通点を持つである黒子をライバル視している。
伊月以上の視野の広さを誇る「鷹の目」の持ち主で、視線誘導を無効化する黒子の天敵。その視野を活かした的確な状況判断やパスワークで誠凛を苦しめる。ドリブルやパス、状況判断力など、PGとしての基礎能力も高い。
大坪 泰介 （おおつぼ たいすけ）
声 - 佐藤健輔
身長：198センチメートル / 体重：98キログラム / 誕生日：4月20日 / 家族構成：父・母・妹
秀徳高校バスケ部主将を務める3年生。ポジションはC。 背番号は4。
東京屈指の大型C。巨体を生かし、高校生離れしたダンクシュートと強固なディフェンスが武器で、攻守・精神面共に秀徳を支える大黒柱。礼儀正しく厳しい人物で、緑間も彼には頭が上がらない。一方で接触プレーで倒してしまった相手選手を気づかうなどと言った優しさも持っている。中学時代に対戦した木吉の実力を高く評価している。
高尾曰く似ていない妹の多恵がおり、次年度に入部予定とのこと（ただしマネージャー希望としてか女子バスケ部の選手希望としてかは不明） 。
木村 信介（きむら しんすけ）
声 - 佐藤美一
身長：187センチメートル / 体重：80キログラム / 誕生日：8月6日 / 家族構成：父・弟
秀徳高校バスケ部副主将を務める3年生。ポジションはPF。背番号は5。
当初は、緑間に対して実力こそ認めていたものの自己中心的な態度に反感を持っていた。しかし、彼が誠凛に敗北して以降、チームを意識するプレーをするようになってからは信頼するようになる。長身だがダンクはできないため、レイアップシュートを主な得点源とする。実家が八百屋であるため、練習ではよくスイカなどを差し入れしていたらしい。
弟がいるらしく、次年度入部予定とのこと。
宮地 清志（みやじ きよし）
声 - 庄司将之
身長：191センチメートル / 体重：77キログラム / 誕生日：11月11日 / 家族構成：父・母・弟
秀徳高校3年生。ポジションはSF。背番号は8（『EXTRA GAME』では大学生バスケットボールチーム「Strky」の6）。
やや長めの茶髪が特徴でかなりの毒舌家。3年生になって初めてスタメンの座をつかんだ努力家。バスケに対しては非常に真摯な人物で、チーム内での信頼も厚い。巧みなドリブルを活かしたペネトレイトを得意とし、ダンクなどの華麗なプレーを見せる。
爽やかな容姿で笑顔でいることが多いが、自他ともに厳しい性分で、しばしば「轢く」「刺す」など物騒な発言をする。後輩から恐れられているが、気落ちした彼らを真っ先に奮い立たせたりするなど、後輩思いな一面もある。
学業は優秀で、テスト期間も個人的に居残り練習を認められている。
作中における「残念なイケメン」の1人で、重度のアイドルオタク。推しメンは「みゆみゆ」。
宮地 裕也（みやじ ゆうや）
2年生。ポジションはSF。
宮地清志の弟。『少年ジャンプ＋』連載の番外編で初登場。
引退した大坪の後を継ぎ、主将に指名される。兄同様、物騒な発言をするものの、主将としての自覚を持ち、秀徳のさらなる躍進を誓う。
中谷 仁亮（なかたに まさあき）
声 - 吉開清人 / 四宮豪（VOMIC）
誕生日：6月3日 / 年齢：40歳
秀徳高校バスケ部監督。英語（主に英文法）の教師。元全日本代表で、現役当時の背番号は5。
間延びした口調ではあるが、強豪校の監督らしい戦術眼を持ち、選手に対しても厳しい態度をしている。緑間をチームに入れたことのリスクを承知しており、緑間のワガママを1日3回まで許可している。
相田景虎、原澤とは旧知の仲。景虎には「マー坊」と呼ばれているが本人は快く思っていない。景虎同様、妻子（娘）持ちである。

#### 桐皇学園高校
青峰 大輝（あおみね だいき）
声 - 諏訪部順一
身長：192センチメートル（中学1年時175センチメートル） / 体重：85キログラム / 誕生日：8月31日
桐皇学園高校1年生。ポジションはPF。背番号は5（中学時代は10→6）。
帝光時代の黒子の相棒で、「キセキの世代」のエース。
色黒の恵まれた体格を持ち、バスケ選手としてはあらゆる面で究極系にある天才。中学時代の黒子の光であり、現在も彼のことを愛称の「テツ」と呼ぶ。非常に傲慢な自信家で、「オレに勝てるのはオレだけ」と豪語する。
練習を一切せず、試合をサボることも珍しくない。WCで敗れるまでは先輩にも敬意を持たず、暴力に訴えることもあった。ただし、桐皇に入るきっかけを作った今吉には邪険ながらも比較的素直な姿勢を見せたり、若松に対しても当初は反抗的であったが、今吉の引退後に主将となってからは助言を多少は受け入れるようになるなど、チームメイトに対する敬意を失ってはいない描写も見受けられる。現在は疎遠となった黒子のことも気に掛けており、IH予選決勝リーグで圧倒されたにもかかわらず、最後まで諦めなかった彼の姿勢を認め、試合後に彼のことを貶すチームメイトを一蹴する描写もある。
勉強はかなり苦手で学業成績は壊滅的に悪く、学校から追試の課題を出されては試合出場禁止の危機に瀕している。しかし、本人にはまったくやる気がなく、他レギュラーメンバーが課題を代行させられることも多い。
幼少の頃からストリートバスケに親しみ、そこで培った「型のないバスケスタイル」が持ち味。身体能力も欠点が存在せず、特に敏捷性がずば抜けており、ほぼ停止状態からの超加速によって相手を振り切るチェンジ・オブ・ペースに、火神の全力疾走ですら追いつけないドリブル速度を誇り、コート内を縦横無尽に駆ける。それらを生かした「型のないシュート」をはじめとする、その変幻自在かつ予測不能なプレーから「DF不可能の点取り屋（アンストッパブルスコアラー）」と呼ばれる。ディフェンスも鉄壁で、あらゆるフェイクを見切る反射神経と予測能力を持つ。火神と同様に「野性」を持ち、さらに自分の意思で「ゾーン」状態に入れるなど、作中では圧倒的な存在として描かれている。
「キセキの世代」の中では最も早く才能を開花させ、それゆえに周囲との圧倒的な実力差によって対等なゲームが出来なくなり、中学三年時には完全にバスケに冷めていた。練習に参加しないのも「練習したら強くなってしまう」という理由からで、心の底では自分の全力をぶつけられる好敵手を渇望していた。現在の黒子の光である火神を出会った当初は酷評していたが、WC初戦で自分と互角の勝負を演じた彼に対しては「最高だ」と評価を改めた。誠凛に惜敗後は少しずつバスケへの情熱を取り戻し、練習を再開する。同時に、他人を見下すような発言はなりをひそめ、黄瀬や黒子の努力を認めるようになる。その後、黒子からの志願で彼のシュート練習に付き合った後に激励の言葉を送り、火神に対しても自分のバッシュを贈り1on1のトレーニングに付き合うなどのサポートを行い、なんだかんだ言いながらも試合観戦に訪れている。
『EXTRA GAME』のJabberwock戦では、野生を持つシルバーに対し黄瀬とのダブルチームで、ゾーンを強制開放して対抗した。また、試合終了2分前に火神と共に再びゾーンに入り、火神と共に試合を決めるダンクを決めた。メンバーの中では唯一最初から最後までプレイしている。
    桃井 さつき（ももい さつき）
声 - 折笠富美子
身長：161センチメートル / 誕生日：5月4日
桐皇学園高校バスケ部マネージャーを務める1年生。
元帝光バスケ部マネージャーで、「キセキの世代」の同期。
容姿端麗で91センチメートル（Fカップ）の巨乳の持ち主。人懐っこく明るい性格。帝光入学時からバスケ部マネージャーを務め、参謀役としてキセキの世代の躍進に一役買っていた。帝光時代の理念には染まっておらず、現在のキセキの世代に対しては黒子と近い考え方である。情報収集能力と、選手の特性を見極める能力に長け、相手選手の成長傾向まで分析して対抗策を練るため、相手の策を事前に封殺する。
青峰とは幼馴染で、家族ぐるみの付き合いをしており、バスケの情熱を失い自暴自棄となっていた彼を案じて桐皇に進学した。青峰が敗北によって立ち戻ることを期待しているが、敗北がありえないほど強くなった姿には複雑な感情を抱いていた。黒子のことは彼が一軍昇格後に参加した練習試合を見て普段とのギャップにときめき、試合後コンビニでのある出来事から一途な好意を寄せるようになった。自称「テツ君の彼女」。だが、試合に関しては手加減されるのを嫌う黒子の考えを理解していることもあり、全力で臨んでいる。しかし、誠凛との試合では内心複雑な感情を抱いている。リコには強い対抗意識を持っており、料理が苦手という点も相似している。中学時代の仲間を独自の愛称で呼ぶ。WCで桐皇学園が誠凛に敗北後は青峰がバスケへの情熱をわずかながらも取り戻したことを喜び、彼を再び「大ちゃん」と呼ぶようになる。
帝光編の小説版は桃井の視点で物語が進むことが多い。
今吉 翔一（いまよし しょういち）
声 - 中井和哉
身長：180センチメートル / 体重：71キログラム / 誕生日：6月3日
桐皇学園高校バスケ部主将を務める3年生。ポジションはPG。背番号は4（『EXTRA GAME』では大学生バスケットボールチーム「Strky」の4）。
眼鏡をかけたにこやかな糸目の男。見開くと凶悪な三白眼が露わになる。一人称は「ワシ」で、関西弁を話す。普段は人懐っこく柔和に振る舞っているが、本性は打算的で腹黒い。ただしチームに対して愛着は強く、WC敗北後に涙を流していた描写もある。圧倒的な実力を持つ青峰に対しては甘く、身勝手な行動をすべて許し、時に擁護する。同時にエースとして彼に絶対的な信頼を置いている。
監督の原澤同様、青峰の桐皇入学のきっかけを作った人物でもあり、青峰も彼には比較的素直に従っている。
自分の思考を隠すのがうまく、読めないプレーに定評がある。相手の思考を読む能力にも長け、WCでは黒子のマークにつき、視線誘導を完全に封じた。中学時代の後輩である花宮からは「人の嫌がることをさせたら右に出る者はいない」と評され、重要な局面においてブザービーターの3Pシュートを決めることで相手の戦意を削ぐことが多い。
若松 孝輔（わかまつ こうすけ）
声 - 鳥海浩輔
身長：193センチメートル / 体重：85キログラム / 誕生日：4月16日
桐皇学園高校2年生。ポジションはC。背番号は6（『EXTRA GAME』では「VORPAL SWORDS」の12）。
短気で熱血漢。口は悪いが、チームの勝利を誰より喜べる純粋なスポーツマン。試合中には「どっせーい」などと独特な掛け声を発する。チームワークや礼儀を重んじる人物で、自分勝手な行動が目立つ青峰を快く思っていないが、彼がチームのエースであることは認めている。
長身と肉体的強靱さのほか、スピードとパワーにも優れ、木吉に「フィジカルは火神と同等」と評される。
WCで誠凛に敗れた後、今吉から次期主将に任命されてからは、青峰のグラビア雑誌を人質にしたり、彼を煽るような言葉をかけて練習に参加させる等、青峰とは以前よりも良好な関係を築いているようだが、彼から呼び捨てにされており、「先輩（もしくは「さん」）を付けろ!!」と突っ込んでいる。
青峰のことを「アホ峰」と罵るのは主に彼だが、学業成績は青峰と同レベル。
桜井 良（さくらい りょう）
声 - 島﨑信長
身長：175センチメートル / 体重：59キログラム / 誕生日：9月9日
桐皇学園高校1年生。ポジションはSG。背番号は9。
同級生の青峰に対しても「さん」付けで呼び、敬語を使うほどかなり気弱かつ自虐的な性格。ことあるごとに「スイマセン」と謝る。そのため日向に「謝りキノコ」とあだ名をつけられる。
ブロックしづらいクイックリリースショットが得意で、桐皇の「特攻隊長」としてチームメイトの信頼を得ている。また、シューターとしては人一倍に負けず嫌いで、相手が強ければ強いほどシュートの精度が上がる。
諏佐 佳典（すさ よしのり）
声 - 村上裕哉
身長：190センチメートル / 体重：80キログラム / 誕生日：6月15日
桐皇学園高校バスケ部副主将を務める3年生。ポジションはPF（青峰が入部する前）→SF。背番号は7。
桐皇内でこそ目立たないが、並の高校ならエースクラスの実力がある。
WC敗退後は今吉と受験勉強に勤しむが、その机には東大用の問題集があった。
原澤 克徳（はらさわ かつのり）
声 - 星野貴紀
誕生日：11月22日 / 年齢：42歳
桐皇学園高校バスケ部監督。理科（化学）の教師。元全日本代表で、現役当時の背番号は8。42歳には見えない若々しさを持っており、海常の武内監督も対抗心を燃やすほど。
冷静な性格で、丁寧な口調で話す。策略家な部分も窺える。青峰の実力を認め、彼主体のゲームメイクを行う。
旧知の仲である景虎からは、「カっちゃん」と呼ばれている。また、後述する陽泉の荒木監督とは知り合いで、彼女に対して好意を持っているのか、食事に誘ったりとアプローチをかけている。

#### 陽泉高校
紫原 敦（むらさきばら あつし）
声 - 鈴村健一
身長：208センチメートル（中学1年時186センチメートル） / 体重：99キログラム / 誕生日：10月9日 / 家族構成：父・母・兄3人・姉
陽泉高校1年生。ポジションはC。背番号は9（中学時代は12→5）。
バスケに求められるフィジカル全てが最高水準で、資質上「キセキの世代」最強及び最強のCと示唆されている。
並外れた体格と肩まで伸ばした長髪が特徴。特異な技術や能力を持つ他の四人に対して、ただ普通にバスケをするだけで「キセキの世代」に名を連ねている怪物。天性のバスケセンスを持つが、好きというわけではなく、バスケを「でかさと破壊力があるやつが勝つ欠陥競技」と認識しており、バスケに情熱を持つ者たちに激しい嫌悪感を表す。一方で負けず嫌いであり、勝つための練習は欠かさない。ただし、才能が開花してからの帝光時代は、体格的にまともに相手になる者がいなくなったため、練習をしなくなった。
基本的に人の言うことは聞かないが、キセキの世代の中では赤司に惨敗してからは彼に対してのみ従順になり、「勝てない」と思っているため彼とだけは戦うことを拒む。陽泉バスケ部に加入してからは氷室に対しては不平を漏らしつつも基本的には指示に従っている。黒子の事は緑間と同様にあまり理解していなかったが試合を通じて認めるようになる。時折からかったりするものの、互いに人間性には好印象を抱いており仲も比較的良好であるが、互いに全く逆のバスケ人生を歩んできた為にその手に関する価値観は相違しておりその事で衝突する事もあった。チームメイトらを「〜ちん」と独自の呼称で呼ぶ。
平時は緩い態度を崩さないマイペースな性格で、バスケをしている時以外はよくお菓子を食べている。「食べ物」が絡む出来事においては感情の起伏が激しく、時に激しい怒りを露にすることもある。口癖は「ヒネリつぶす」。悪気がなくとも歯に衣着せぬ物言いで、平気で他者を傷つけることも多々ある。前述通りに見切りの早い所があり、“勝てない”とふんだ相手に対しては、戦意を無くしてしまうこともあった。
普段はゴール下から動かずDFに徹するが、青峰ですら紫原から得点するのは難しい。しかし、本来得意とするのはOFであり、1試合で100得点を記録したこともある。また、OFに参加することでバスケ本来のリズムに戻り、DFまでもより強力になる。一撃必殺のダンク「破壊の鉄鎚」はゴールをポストごと叩き折る。
WCの対誠凛戦では1度試合を諦めかけるが、氷室に叱咤されて闘志を取り戻し、「ゾーン」に入るものの、全力でのオフェンス参加に脚がついていかず負傷同然に失速し、惜敗。負けたときに悔しさから涙を流しており、無自覚ながら内心にバスケへの情熱を持っていることが描写されている。敗北後は、氷室と共に試合を観戦している。
『EXTRA GAME』のJabberwock戦では、自分を凌ぐフィジカルを持つシルバーとのマッチアップで圧倒される中で岡村達チームメイトのアドバイスを思い出し、才能が開花してから今まで相手にケガをさせないように無意識に抑えていた全力を出すことで、シルバーに恐怖心を与えるほどに圧倒する。しかし、その直後にシルバーからラフプレーを受けて手を骨折する重傷を負ってしまい、交代で出場する黒子に勝利を託した。
帝光時代の学業は赤司、緑間に次ぐ成績だった。
氷室 辰也（ひむろ たつや）
声 - 谷山紀章（幼少期：石塚さより）
身長：183センチメートル / 体重：70キログラム / 誕生日：10月30日
陽泉高校2年生。ポジションはSG。背番号は12。火神の兄貴分。
右目の泣きぼくろが特徴の美男子。WCから陽泉に加入した帰国子女。「頭は冷静（クール）、心は熱く（ホット）」を信条とする熱血漢。物腰柔らかで女子からの人気も高く、優しげな振る舞いをしている。
火神とアメリカでジュニアスクール時代に知り合う。以後、兄弟の証としてペアリングを分け合う仲だったが、火神が負傷していた自分にバスケで手加減したことに激昂。ペアリングをかけての試合を申し込むが、直後に火神が帰国したため決着を望んでいた。WC誠凛戦で火神と互角の勝負を展開し、試合終了後に和解した。
陽泉メンバーの中では紫原と対等に付き合うことができるほぼ唯一の人物。彼の振る舞いには比較的寛容だが、WCで試合を諦めかけた紫原を殴って鼓舞するなど、重要な局面では毅然とした態度で接している。
青峰とは対極の、基本に忠実かつ極限まで洗練されたプレイを体得した超正統派選手。そのスタイルはただのシュートですらあまりに滑らかなため反応できず、普通のフェイクでさえ強力な武器になる。「陽炎のシュート」で陽泉のオフェンスを担う。実力は「キセキの世代と遜色ない」が、それは凡人の延長線上にある「秀才」に過ぎず、「天才」である火神へのコンプレックスを持つ。
小説版においては火神の帰国後、療養中の父親に会いに来た虹村と出会い親しくなる。
岡村 建一（おかむら けんいち）
声 - 武田幸史
身長：200センチメートル / 体重：98キログラム / 誕生日：9月1日
陽泉高校バスケ部主将を務める3年生。ポジションはPF。背番号は4（『EXTRA GAME』では大学生バスケットボールチーム「Strky」の8）。
割れ顎と立派なもみあげを持つ厳つい男。女性にモテたいがためにバスケを始めたが、その努力が報われたことはない。それゆえ、氷室など女性受けの良いチームメイトたちに嫉妬することも多い。顔をからかわれるなどチームメイトたちからは軽んじられているが、重要な局面では主将らしい優れた統率力と判断力を見せる。屈強な体格を活かしたリバウンドやインサイドでのプレーが強みだが、脚があまり速くないと氷室に言われている。
福井 健介（ふくい けんすけ）
声 - 石川界人
身長：176センチメートル / 体重：67キログラム / 誕生日：5月23日
陽泉高校バスケ部副主将を務める3年生。ポジションはPG。背番号は5。
口は悪いが、気さくでチームメイトとの交流を大切にしており、よくチームメイトを弄ったりしている。紫原の態度に腹を立てることもある。プレイ中に相手の陣形とマーク、味方の位置を冷静に整理し、パスを正確に出すことができる。ただし、ドライブなど個人技術はさほど高くない。
劉 偉（リュウ ウェイ）
声 - 須嵜成幸
身長：203センチメートル / 体重：91キログラム / 誕生日：7月19日
陽泉高校2年生。ポジションはSF。背番号は11。
中国出身の留学生。
福井に協和語を教えられ、語尾に「アル」をつけて話す。福井とともに岡村をからかう役。「日本人は女の人を見たらまず声をかける」という福井の冗談を真に受けるほど、極めて素直な性格。
ゴール下の絶対的守備を担う選手。岡村同様、脚があまり速くないと氷室に言われている。
荒木 雅子（あらき まさこ）
声 - 嶋村侑
誕生日：1月3日 / 年齢：33歳
陽泉高校バスケ部監督。体育の女性教師。元全日本女子バスケ選手で、現役当時の背番号は8。かつてはヤンキーだった。
パンツスーツを着こなした、紫原に美人といわしめる黒髪の女性。普段は冷静沈着だが、部員たちには厳しく、たまに理不尽に怒ることがあり竹刀で折檻することもある。　
原澤に苦手意識を持ち、本人曰く過去に海常の武内や景虎と何かあった模様。

#### 洛山高校
赤司 征十郎（あかし せいじゅうろう）
声 - 神谷浩史
身長：173センチメートル（中学1年時158センチメートル） / 体重：64キログラム / 誕生日：12月20日
洛山高校バスケ部主将を務める1年生。ポジションはPG。背番号は4（中学時代は9→4）。
元帝光バスケ部主将で、「キセキの世代」の筆頭格。
キセキの世代の中では唯一平均的な身長で、オッドアイが特徴。趣味は将棋などのボードゲーム全般で、プロ顔負けの指し手。普段は礼儀正しく物腰の柔らかい少年だが、対面した者が威圧感を覚えるほどの風格も持つ。自分に背く者に対しては容赦のない一面も見せる。
非常に広い視野と優れた判断力に加え鋭敏な反射神経を持ち、ゲームメイクに秀でている。「天帝の眼」によって、1on1において絶対的な優位性を持つ。一見、身長の低さが弱点と思われがちだが基本的にどんな相手とのマッチアップでもボールを揚げる前にカットできる他、容易にダンクをこなす跳躍力もある為、弱点は有るようで無いと言える。
日本屈指の名家の一人息子であり、厳格な父親の教育の中で、優しい母親とバスケを心の支えとしていたが、母親の死をきっかけに父親の英才教育がエスカレートし、それをこなしてしまえる才能からどんどん精神に負荷を受け、家での自分と学校での自分が別にいるような感覚を覚え始める。そんな中でも帝光中で仲間とバスケを楽しんでいたが、仲間たちが才能を開花させていくことで置き去りにされる不安から唯一の支えであるバスケでも楽しみを感じなくなり、紫原との1on1で敗北の危機にさらされた際に今までの教育による勝利への執着から、別の人格を作り出してしまう。以降は新たに生まれた人格が赤司として振る舞い続けていた。
主人格
一人称は「オレ」。他人のことは名字で呼ぶ。
勝利意識は高いながらも温厚で、他人を頼りフォローすることができるなど冷静で仲間想いである。チームのコンディションを上げるほどの精密で完璧なパスを繰り出すことで、チーム全員のポテンシャルをゾーンに近いほどまでに引き出すことが出来る。こちらの人格では天帝の眼を1on1で使うことはほとんどない。目はオッドアイではなくどちらも赤。中学校時代、紫原との1on1で敗北に瀕した際、これまでの精神的負荷のせいで別人格の赤司へと主導権を渡した。後にWCの対誠凛戦において別人格が精神的動揺によってポテンシャルを発揮できなくなった時、黛の鼓舞を受けて復帰する。死闘の末、誠凛に惜敗したことで初めて「敗北」を知った。また、黒子のバスケを認め、黒子に出会えてよかったと語った。
別人格
一人称は「僕」。他人のことを名前で呼び捨てにする。
父親の教育による負荷の影響から発生したためか、徹底した勝利至上主義者で、「全てに勝つ僕は全て正しい」という極端な思想を持つが、それを体現する圧倒的な強さを見せつける。威圧的で勝利のためならば仲間ですら切り捨てて、さらには「道具」扱いすることを厭わない冷徹な性格である。WCの対誠凛戦では自ら「ゾーン」に入り、誠凛は疎か洛山のメンバーすら驚愕させるワンマンかつ圧倒的なプレーを見せつけるが、「疑似的『天帝の眼』」を発動させた黒子と火神の連携で自身の「天帝の眼」を攻略され、無意識に「ゾーン」を解いてしまうほどに激しく動揺するも黛からかけられたある言葉によって本来の人格に主導権を明け渡す。
『EXTRA GAME』のJabberwock戦では、本来の人格でプレイをしていた。しかし、チームメイトの健闘や、ナッシュ達の実力を前に天帝の眼が必要だと判断し、別人格の赤司となった。実力を発揮するが、ナッシュが持つ、天帝の眼より能力が上の「魔王の眼」を前に苦戦する。しかし、第4Q終盤に二つの人格が統合し、天帝の眼が進化。これにより魔王の眼と同等の能力を得て、魔王の眼を攻略する。
実渕 玲央（みぶち れお）
声 - 羽多野渉
身長：188センチメートル / 体重：74キログラム / 誕生日：9月23日
洛山高校バスケ部副主将を務める2年生。ポジションはSG。背番号は6。赤司を「征ちゃん」と呼び、葉山からは「レオ姉（レオねえ）」と呼ばれる。
「無冠の五将」の1人で異名は「夜叉」。
睫毛とオネエ言葉が特徴の中性的な少年で日向から「オカマ」扱いされる。紳士的で礼儀正しい人物で、下品な根武谷や子供っぽい葉山をたしなめることが多い。一方で実力の劣る者に対しては厳しい言葉をかけるなど、挑発的な一面もある。華奢だが相手のブロックにも当たり負けしない強靭な体幹を持ち、ファウルをもらいつつ3Pシュートを決め、バスケットカウントのフリースローも決める「地」のシュート、フェイダウェイで3Pを決める「天」のシュート、ブロックに跳ぼうとする相手を硬直させて打つ「虚空」のシュートを武器としている。日向の憧れであり、フォームの参考にもなったシューターでもある。ただし日向はオカマが苦手で、尊敬と嫌悪が入り混じる実渕について「複雑」と感じている。
根武谷 永吉（ねぶや えいきち）
声 - 藤原貴弘
身長：190センチメートル / 体重：94キログラム / 誕生日：4月30日
洛山高校2年生。ポジションはPF（中学時代）→C。背番号は8。葉山からは「永ちゃん」と呼ばれる。
「無冠の五将」の1人で異名は「剛力」。
刈り込んだ坊主頭に色黒の肌を持つ筋骨隆々とした男。非常に大食漢で、食後にゲップや屁をこくなど下品な面が目立つ。中学時代に自分を負かした木吉との再戦を切望している。「筋肉バカ」と呼ばれるほどの筋力至上主義で、技術を磨くようにとの木吉のアドバイスにも耳を貸さず、徹底的な筋力トレーニングで自分より大柄な選手にも当たり負けしないほどのパワーを身に着ける。ただし、単なるパワー型ではなく、洛山仕込みの地道な基礎練習によって技術面も同時に向上している。またパワー重視には本人なりのポリシーがあり、日本人に散見される「パワーで外国人選手に負けると、すぐに技術やスピードに逃げる」傾向を嫌っていることも理由である。
葉山 小太郎（はやま こたろう）
声 - 増田俊樹
身長：180センチメートル / 体重：68キログラム / 誕生日：7月25日
洛山高校2年生。ポジションはSF。背番号は7。
「無冠の五将」の1人で異名は「雷獣」。
きょろりとした猫目と八重歯が特徴。やや幼く軽快な性格で、強者との戦いを何よりも楽しみとしている。
洛山の中でも特に身体能力に優れ、宙返りなどアクロバティックな動きが得意。最大の武器は全身のばねを指先に集約して行う「雷轟のドリブル」で、その速さは並みの動体視力では視認できず、爆音が会場にとても響く。突く指の本数を変えることで段階調節もできる。また、火神等と同様に「野性」を持ち、それと組み合わせることにより確実なコースでゴール陣内へ突入出来る。
黛 千尋（まゆずみ ちひろ）
声 - 逢坂良太
身長：182センチメートル / 体重：69キログラム / 誕生日：3月1日
洛山高校3年生。ポジションはPF。背番号は5。
3年生では唯一のスターティングメンバー。
青みがかった薄灰色の髪、冷めた眼が特徴。元々洛山内では二軍止まりの凡庸な選手であり、3年時には優秀な後輩の加入で退部していった同級生達のように自分のバスケの才能に見切りをつけて一旦は退部する。ライトノベルのような非日常に憧れを抱き日々屋上へ足を運ぶ一方で、それは物語の中の話であるのだと割り切り平凡な日常を送っていた。そんなある日、主将になったばかりの赤司に影の薄さを見出され、黒子と同様に「幻の6人目」として「視線誘導」の技術を習得する。元二軍といっても他校の目から見れば全国水準以上の実力を持ち、黒子と違ってパス以外の技術にも穴がない。黒子を「旧型」とするなら、黛は「新型の幻の6人目」というべき存在であると赤司はからは評されている。しかし、WCの対誠凛戦では、その基礎能力の高さと「幻の6人目」としてのキャリアの浅さが仇となる。また、個人での実力がレギュラー陣に劣ることから赤司以外からは見下されているような描写があり、劣勢になった際には黛をバカにしたような発言がチーム内で飛び交っている。
試合終盤では黒子と火神の連携技を前に敗れ茫然自失状態となった赤司に対し、交代させようとする監督を遮り彼の本当の実力はこんなものではないと、毒舌混じりながら発破をかける。その際に放ったとある一言が本来の赤司を呼び起こさせるきっかけとなる。
基本的に無表情かつ無口だが、実はナルシストで毒舌家。その反面で自らの分はわきまえており自己評価は非常にシビアである。読書が趣味で、ライトノベルを愛読している。
番外編では赤司から「後輩」として卒業の祝福を受け、自分を立ててくれた感謝を述べた上で、「最後の一年だけは悪くなかった」と語った。
樋口 正太（ひぐち しょうた）
身長：169センチメートル / 体重：61キログラム / 誕生日：2月25日
洛山高校バスケ部マネージャーを務める3年生。
『EXTRA GAME』では選手として大学生バスケットボールチーム「Strky」の5番を務めた。
白金 永治（しろがね えいじ）
声 - 井上剛
身長：178センチメートル / 体重：65キログラム / 誕生日：1月23日 /年齢：45歳
洛山高校バスケ部監督。社会科（世界史）の教師。元全日本代表で、現役当時の背番号は4。元帝光バスケ部監督の白金耕造とは親戚関係である。
ダンディなオールバック。赤司に全幅の信頼を置いており、自らアドバイスをすることは少ない。
景虎からは「エージ」と呼ばれている。

#### 福田総合学園高校
灰崎 祥吾（はいざき しょうご）
声 - 森田成一
身長：188センチメートル / 体重：78キログラム / 誕生日：11月2日
福田総合学園高校1年生。ポジションはSF。背番号は6（中学時代は13→8）。
黄瀬が加入する前の帝光バスケ部のSFであり、言わば「キセキの世代」としては彼の先代にあたる。
「他者の大切なものを奪う」ことに強い快感を覚える問題児で、その性質を象徴する技能（強奪）を持つプレイヤー。中学2年で退部するまで帝光バスケ部のSFを務め、当時は黄瀬を凌ぐ実力の持ち主だったが、バスケへの情熱はなく、サボりや遅刻を繰り返す不良少年だった。キセキの世代のメンバーからは実力こそ認められているが特別に親しい感情を持つことはなく、特にポジションやプレイスタイルが似ている黄瀬とは犬猿の仲で、練習中も常に一触即発の状態だった。赤司以外のキセキの世代に対する呼称は、名前呼び。
暴力行為など頻繁に巻き起こす問題行動に加え、後述の虹村のコンバートでSFの層が厚くなったこと、そしていずれは黄瀬が実力で灰崎を上回ると判断した赤司により退部を言い渡された。黒子から退部を引きとめられるが聞く耳を持たず、逆に黒子の今後の2年間を暗示するかのような忠告を残して退部する。
しかし、自分の退部後に騒がれ出した「キセキの世代」の名声を欲し、高校入学後にバスケを再開。実力は衰えておらず、先輩を含むチームメイトへの非礼な態度も「灰崎がいなければ、「キセキの世代」を擁する高校には勝てない」との理由から黙認されている。アニメでは暴力的な描写が追加されており、チームメイトを押しのけてでも強引にシュートを行ったり、相手チームのみならず味方チームのパスをもカットするなど、自己中心的なプレイが目立つ。観戦していた日向やリコは「誠凛（うち）で一から鍛え直したい」と怒りを露わにし、相手チームの主将である笠松からは「先輩は敬え!!」と一喝された。
WCで黄瀬を擁する海常高校と対戦。海常の選手の技や黄瀬が使用した過去に相手選手からコピーした技を次々と強奪するなど、黄瀬を圧倒する。しかし、黒子からの激励を受けた黄瀬が試合終盤に使用した「完全無欠の模倣」は防ぐことも強奪することもできずに逆転負けを喫する。また、焦りからチームメイトである望月のスクープシュートを奪ってしまうなど、精神的な弱さが露呈した。敗北後、会場外で暴力による報復を企むも、察して先回りしていた青峰に力ずくで阻止される。
中学時代の主将であった虹村に対してはまったく頭が上がらず、本編や扉絵などでは虹村に捕まったり、折檻される場面が多々見られる。また、赤司に対しても怖い奴だと評している。
石田 英輝（いしだ ひでき）
声 - 伊丸岡篤
身長：180センチメートル / 体重：71キログラム
福田総合学園高校バスケ部主将を務める3年生。ポジションはPG。背番号は4。
クイックネスと高精度のアウトサイドシュートを武器にしている全国常連の実力者。礼儀を重んじる真面目な性格で、灰崎によってチームが変わってしまったことを憂いている。WC準々決勝で海常に僅差で敗れるが、アニメ版では試合終了後「俺たちの分まで勝て」と激励の言葉を送った。
望月 和宏（もちづき かずひろ）
声 - 大隈健太
身長：183センチメートル / 体重：69キログラム
福田総合学園高校2年生。ポジションはSG。背番号は11。
スキンヘッドが特徴。スクープシュートを得意とする選手。海常戦の終盤、焦った灰崎にそのスクープシュートを奪われてしまい驚きを見せた。

### その他の高校

#### 正邦高校
津川 智紀（つがわ ともき）
声 - 古島清孝
身長：180センチメートル / 体重：68キログラム / 誕生日：3月5日
正邦高校1年生。ポジションはSG。背番号は10。
一見爽やかな少年だが、人の嫌がる顔を見るのが好きで、相手を怒らせる発言を平気でするなど、基本的に空気を読むことが苦手。前年、正邦に大敗した誠凛を見下していた。
DFに長けており、中学時代に帝光との試合の際はバスケを始めて間もない黄瀬を止めた実力者。正邦に入り古武術を覚えたことでDFの圧力が増している。黒子とは試合経験があるが忘れていた。
岩村 努（いわむら つとむ）
声 - 吉開清人
身長：187センチメートル / 体重：87キログラム
正邦高校バスケ部主将を務める3年生。ポジションはC。背番号は4。
チームの柱の一人。礼儀正しい性格で、試合中でも相手プレイヤーへの礼儀を疎かにする津川に喝を入れることもある。力強いダンクを武器とする「剛」の選手。木吉のことは中学から知っている。
春日 隆平（かすが りゅうへい）
声 - 早志勇紀
身長：179センチメートル / 体重：66キログラム / 誕生日：9月2日
正邦高校3年生。ポジションはPG。 背番号は5。
チームの柱の一人。間延び気味な口調でしゃべる。動きに力感はないが、素早くスクープショットを得意とする「柔」の選手。
坂本 健二郎（さかもと けんじろう）
正邦高校3年生。ポジションはSF。背番号は7。
やや短髪でツンツンした髪形が特徴。
大室 義一（おおむろ よしかず）
正邦高校3年生。ポジションはPF。背番号は8。
唇が厚いのが特徴。
松元 郁憲（まつもと ゆきのり）
声 - 佐藤健輔
身長：177センチメートル / 体重：66キログラム / 誕生日：9月13日 / 年齢：52歳
正邦高校バスケ部監督。
古武術をバスケに取り入れた。ベンチに座らず床に腰掛けている。

#### 霧崎第一高校
花宮 真（はなみや まこと）
声 - 福山潤
身長：179センチメートル / 体重：67キログラム / 誕生日：1月12日
霧崎第一高校バスケ部主将兼監督を務める2年生。ポジションはPG。背番号は9（1年時）→4。
「無冠の五将」の1人で異名は「悪童」。
青春をかけてバスケをした選手が惨敗する姿を見たいがために、審判の目を盗んだ激しいラフプレーを指揮する、異名通りの悪趣味な人物。昨年のIH予選で故意に木吉の膝を負傷させた。日向によると「バスケットにもっとも不誠実な男」（スポーツマンシップに悖るというだけで、相手を苦しめるためにバスケの基礎練習は欠かしたことがない）。口癖は「ふはっ」「〜（な）わけねぇだろバァカ」。中学時代の先輩である今吉に苦手意識を持つ。
非常に優秀な頭脳を持つ。相手の全攻撃パターンを読みスティールするのが得意。瀬戸と協力してパスコースを減らすことで、100％のスティールを実現できる。彼もまた天才の一人であり、ラフプレー無しでも他を圧倒するほどのバスケセンスを誇る。フローターショット（ティアドロップ）の使い手でもある。
誠凛に敗北した後は、仲間とともにWC一回戦と決勝戦を観戦に訪れる。
古橋 康次郎（ふるはし こうじろう）
声 - 桑畑裕輔
身長：186センチメートル / 体重：73キログラム / 誕生日：6月30日
霧崎第一高校2年生。ポジションはSF。背番号は7。
短い黒髪と死んだ魚のような眼が特徴。能面のような顔で、感情表現が少ない。原、瀬戸と並ぶ技術の高さで侮れない実力を持ち、相手に容赦ないラフプレーを仕掛け（木吉への肘打ちなど）、見破られても平然としている。
原 一哉（はら かずや）
声 - 布施川一寛
身長：188センチメートル / 体重：75キログラム / 誕生日 ：7月3日
霧崎第一高校2年生。ポジションはPF。背番号は10。
原作だと濃い金髪、アニメだと薄い青紫色の髪で、常に目元が髪で隠れており、軽い性格で挑発するような口調で話す。よくフーセンガムを口にし膨らませている。試合中相手選手の足を踏むなど容赦ないラフプレーを仕掛ける。
山崎 弘（やまざき ひろし）
声 - 岩瀬周平
身長：183センチメートル（くろフェスでは181センチメートル） / 体重：71キログラム / 誕生日：8月4日
霧崎第一高校2年生。ポジションはSG。背番号は8。通称ヤマ、ザキ（花宮のセリフのルビから）。
眉が短く髪を染めており、目つきが悪い。
作中でのラフプレーの描写が無いのと、原の言葉をすぐに信じてしまうという単純さから「悪童」集団の中の唯一の良心と言われている（くろフェスより）。
瀬戸 健太郎（せと けんたろう）
声 - 四宮豪
身長：190センチメートル / 体重：76キログラム / 誕生日：11月2日
霧崎第一高校2年生。ポジションはC。背番号は5。
額を出すと集中できるとしてオールバックを好む。Cとしてはパワーが低いが、IQ160の頭脳を生かして花宮のスティールのサポートをすることで真価を発揮する。レギュラーだが、試合中もアイマスクをして寝ているため、途中出場が多い。

#### 新協学園高校
パパ・ンバイ・シキ
声 - 木村昴
身長：200センチメートル / 体重：87キログラム
新協学園高校1年生。ポジションはC。背番号は5。セネガルからの留学生。黒子の命名により誠凛バスケ部一同から「お父さん」と呼ばれる。
「キセキの世代」対策として招集された。背丈が高く、手足の長さゆえのリーチもある。
試合好きだが練習嫌いでスポーツマンシップも持ち合わせておらず、試合終了後は自分達に勝った誠凛高校に対して「バーカバーカ！！次ハ負ケナイ！！」と悪口のような負け惜しみを言いながら去っていった。
谷村 祐介（たにむら ゆうすけ）
声 - 下野紘
新協学園高校バスケ部主将。背番号は4。
パパに依存し、楽に勝てる今のバスケに満足している。
平岩幸治（ひらいわ こうじ）
声 - 遠藤大智
身長：170センチメートル / 体重：65キログラム / 誕生日：10月21日 / 年齢：48歳
新協学園高校バスケ部監督。中年男性。

#### 丞成高校
鳴海 大介（なるみ だいすけ）
声 - 檜山修之
身長：194センチメートル / 体重：82キログラム
丞成高校1年生。ポジションはC。背番号は9。
今吉も一目置く大型新人。メタルとエロ本が集中アイテム。グラマーな女性が好み。
WC緒戦の対誠凛戦でリコに心ない一言を口走った結果、逆鱗に触れてしまう。試合では木吉を中心とした誠凛の攻撃を止められない中で唯一、最後まで試合を諦めなかった。
川瀬 陽平（かわせ ようへい）
声 - 柿原徹也
身長：182センチメートル
丞成高校バスケ部主将を務める3年生。ポジションはSG。背番号は4。
佐久間 洋（さくま ひろし）
声 - 須嵜成幸
身長：187センチメートル
丞成高校3年生。ポジションはSF。背番号は5。
津布久 正浩（つぶくまさひろ）
声 - 四宮豪
身長：188センチメートル
丞成高校3年生。ポジションはPF。背番号は7。
遠山 和樹（とおやま かずき）
声 - 新井良平
身長：175センチメートル
丞成高校3年生。ポジションはPG。背番号は12。

#### 大仁多高校
小林 圭介（こばやし けいすけ）
身長：188センチメートル
大仁多高校3年生。ポジションはPG。背番号は7。
パスも出せて自ら点も取れるオールラウンダーで、アレックスも高く評価したが、WCでは緑間を止められずに敗北し、木吉から「猛者が凡百と変わらず霞むほど」と評される。

### 「帝光編」の登場人物
キセキの世代の中学生時代の回想を描く「帝光編」の登場人物。

#### 帝光中学校
虹村 修造（にじむら しゅうぞう）
声 - 置鮎龍太郎
身長：179センチメートル / 体重：67キログラム / 誕生日：7月10日
キセキの世代の1学年先輩で、帝光バスケ部前主将。
キセキの世代の中でも赤司を高く評価し、後任の主将に指名した。これには、当時自分の父親が重病で入院していた影響もある。
スピードとパワーに優れたPFで、キセキの世代が頭角を現す以前は中学ナンバー1と評された選手。その熱血な性格を前面に出したプレーとリーダーシップで、曲者ぞろいのキセキの世代をまとめ上げた（空手の使い手で、問題児だった灰崎も力づくで従わせていた）。冷静で思慮深い面もあり、早い段階からキセキの世代が自分たちを超えていくと予見した。主将退任後は黄瀬の控えSFにコンバートされ、全中2連覇に貢献する。
小説版では黒子をからかう場面があり、同級生によると「基本凶悪顔はしているが、意外とイタズラ好き」。作者曰く「昔はかなりのヤンチャだった」らしい。卒業後すぐに父親の治療のために渡米し、氷室と出会い親しくなる。その後はストリートバスケを嗜み、父の具合も良くなってきている。
久保田 正也（くぼた まさや）
身長：177センチメートル / 体重：65キログラム / 誕生日：7月15日
キセキの世代の1学年先輩。虹村が主将の時は赤司と並ぶ副主将を務めた。ポジションはSG。
虹村や関口とは同級生で仲が良く、一緒にいることが多い。前髪が長いため、目が隠れている。
関口 徹（せきぐち とおる）
身長：178センチメートル / 体重：65キログラム / 誕生日：2月4日
キセキの世代の1学年先輩。ポジションはSF。
虹村や久保田とは同級生で仲が良く、一緒にいることが多い。
白金 耕造（しろがね こうぞう）
声 - 藤原貴弘
身長：176センチメートル / 体重：64キログラム / 誕生日：12月3日 / 年齢：51歳
帝光バスケ部監督。整えた髭にスーツ姿という紳士的な中年男性。
選手の素の姿を見るために、普段は1軍コーチの真田に指導を任せ、体育館2階からこっそり練習風景を眺めている。バスケ部全員の顔を覚えている、「キセキの世代」の5人を特別扱いせず通常の部員として接する等の器の大きい面から部員たちからは慕われている一方で公式戦が近づくと自ら指揮を執り、真田より遥かに苛酷な練習を課すため、苦手意識も持たれている。持病により体調が思わしくなく、普段姿を見せないもう1つの理由となっている。
精神が未熟なまま圧倒的な才能を開花させたキセキの世代の将来を憂慮し、彼らを正しく導こうと決心した矢先に、病に倒れ監督を退任する。彼の退任は、キセキの世代が崩壊・決別する遠因となる。
洛山高校監督の白金永治とは親戚関係。
真田 直人（さなだ なおと）
声 - 子安武人
身長：179センチメートル / 体重：65キログラム / 誕生日：3月24日/ 年齢：29歳
帝光バスケ部1軍コーチ→監督。眼鏡をかけた男性。
帝光の理念に沿った厳格かつ実力重視の指導を行う。白金が普段姿を見せないため、彼を監督と勘違いする新入生もいる。後に病に倒れた白金の後任として監督を引き継ぐが、まだ幼いキセキの世代を案じる白金の意思と、彼らを学校の宣伝材料にしようとする帝光理事長との板挟みに苦しむことになる。勝利のために青峰の練習放棄を承認したことで後の超個人主義を作り出し、結果的にキセキの世代をバラバラにしてしまった。
松岡 大吾（まつおか だいご）
声 - 最上嗣生
身長：180センチメートル / 体重：80キログラム / 誕生日：11月25日/ 年齢：34歳
帝光バスケ部3軍コーチ。
常に着ているYシャツの袖を捲っている。黒子のことを気に掛けていた。

#### 明洸中学校
荻原 シゲヒロ（おぎわら シゲヒロ）
声 - 林勇
身長：177センチメートル / 体重：66キログラム / 誕生日：8月10日
黒子の小学生時代の幼なじみで彼にバスケを教えた人物。愛称は「シゲ」。
心底バスケが好きな明るい少年で、黒子は（ひねくれる前の）青峰に似ていると評していた。引越しにより黒子と別れるが、いつか中学の舞台で戦うと約束し、明洸中学バスケ部に入部する。
2年時の全中では帝光と対戦する前に鎌田西中に敗退。3年時は黒子が負傷欠場したため結局コートで顔を合わせることはなく、決勝戦でキセキの世代に弄ばれる形で惨敗する。この出来事により心を折られてバスケを引退し、黒子が明洸中を訪ねたころにはすでに転校していた。
その後は立ち直ったようでバスケを再開した。WC決勝では元チームメイトである持田と共に会場を訪れ、誠凛が再起するキッカケとなる。その後、黒子と再会しアドレスを交換し合った。
持田 礼二（もちだ れいじ）
声 - 畠中祐
荻原の明洸中時代のチームメイトで、3年時は主将を務めた。
全中で帝光中に惨敗後、黒子に荻原のことを語り、彼のリストバンドを託した。WC決勝には荻原と共に見に来ている。

#### 鎌田西中学校
佐々木 翔太（ささき しょうた） /  颯太（そうた）
双子の選手（翔太が兄で颯太が弟）。
小学校までは合気道の天才少年として名を轟かせ、その技術をバスケに応用することで相手の動きや間合いを読むことに長けている。全中で2度帝光と対戦する。
テレビアニメ版には登場しない。

#### 上崎中学校
井上 智也（いのうえ ともや）
声 - 藤巻大悟
ポジションはPF。キセキの世代が1年生時の全中で青峰と互角に渡り合った実力者。
翌年の全中では覚醒した青峰の才能の前に戦意を喪失する。

### 小説版の登場人物
朝比奈 大吾（あさひな だいご）
本編の翌年に誠凛高校バスケ部に入部したキセキの世代の1学年後輩の新入生。
火神に憧れて誠凛に入学し、彼のプレイを真似しようと観察するも、ガンを飛ばしていると勘違いされる。
夜木 悠太（やぎ ゆうた）
本編の翌年に誠凛高校バスケ部に入部したキセキの世代の1学年後輩の新入生。
中学時代はPC研究部に所属。運動は苦手だが、受験時に見かけた黒子達の練習風景に憧れてバスケ部に入部した。

### 「EXTRA GAME」の登場人物
「黒子のバスケ EXTRA GAME」に登場する人物。本編にも登場する人物については#登場人物（EG）参照。
ナッシュ・ゴールド・Jr（-ジュニア）
声 - 緑川光
身長：190センチメートル / 体重：82キログラム
「魔術師（マジシャン）」の異名を持つJabberwockのリーダー。ポジションはPG。背番号は4。
左半身の首から腕にかけてトライバル柄の入れ墨を施している。日本語に堪能で表向きは紳士的に振る舞うが、他の選手同様日本人のバスケットボールプレイヤーを「猿」と見下している。
すべてのプレイが超一流のオールラウンダー。変幻自在のドリブルやトリッキーなパスで相手を翻弄するストリートの花形。しかし、その本領はバスケの基本に忠実なプレイであり、眼前のマークにさえ何が起こったのかを悟らせない超高速ノーモーションパスが得意技。赤司の「天帝の眼」を超える「魔王の眼」を切り札としている。一方で反則に手を染めることはなく、潔く敗北を受け入れる精神性の持ち主。
かつてはクラブチームなどでバスケットボールの教育を受けていたことが示唆されているものの、ストリートに転向した経緯などは不明。
ジェイソン・シルバー
声 - 稲田徹
身長：210センチメートル / 体重：115キログラム
Jabberwockの選手。ポジションはC。背番号は8。
作中屈指の大柄な体格の持ち主だが、チームでも特に素行が悪く、粗野な態度と高慢なプライドを持ち合わせる、筋金入りの好色家。一切の努力をせずに「神に選ばれた躰」と評される完璧な肉体を持ち、「青峰以上のスピード」「紫原以上のパワー」「火神以上のジャンプ」を備えた怪物。恐るべきその天性は「野性」の精度も規格外のものとし、他の人物が猛獣として表現されるのに対してティラノサウルスのイメージを表出させている。
しかし圧倒的なフィジカルに反して、精神面の弱さによって窮地においてはプレイに粗が出ることもあり、追いつめられるとラフプレーも辞さない。それでもナッシュの言うことには絶対服従の姿勢を取っている。
ニック
声 - 阪口周平
Jabberwockの選手。ポジションはSG。背番号は6。
アレン
声 - 櫻井トオル
Jabberwockの選手。ポジションはSF。背番号は7。高度な技術を要するプレイスタイルから、ナッシュと同様に、経緯は不明だがクラブからストリートへの転向者なのを示唆されている。
ザック
声 - 松田修平
Jabberwockの選手。ポジションはPF。背番号は12。

## 用語
帝光中学校（ていこうちゅうがっこう）
中学バスケ界の頂点に立つ名門校。部員数は100人を超え、全中3連覇を成し遂げた超強豪校とも呼べる実績を持つ。また、高校で活躍する選手のほとんどが帝光中バスケ部OBである。如何なる敗北も許さない「絶対勝利」の理念を標榜し、試合のみならず、部員同士でも熾烈なレギュラー争いが毎日繰り広げられる。この理念は二軍以下の試合も例外ではなく、伝統的に万一の保険として一軍選手を数人同伴させている。敗北した場合、その試合に参加した一軍選手は二軍降格となる。横断幕は「百戦百勝」。
日向いわく、現在でこそ「キセキの世代」を含めてその圧倒的強さで神格化されているが、最初はその強さゆえに反感や逆恨みを買うことも多く、ヒールに近い印象も付きまとっていたという。
なお、帝光中出身者および主要関係者の名前には、「色」が付いている（黒子・黄瀬・緑間・青峰・紫原・赤司・桃井・灰崎・虹村・白金）。
相田スポーツジム
相田景虎が経営するスポーツジム。誠凛バスケ部の練習に施設の一部を無償で使わせている。

### 「キセキの世代」関連
キセキの世代
帝光バスケ部史上「最強」と呼ばれ、無敗を誇った黄金世代。黄瀬涼太・緑間真太郎・青峰大輝・紫原敦・赤司征十郎の5人の総称。彼らは全員が10年に1人の天才でありながらもそれぞれがオンリーワンの才能を秘め、そのセンスは他のプレイヤーを圧倒する。
また、5人の同世代黒子テツヤが「6人目（シックスマン）」としてレギュラー入りしていた。ただし、本人によると先の5人は本物の天才であり、自分とは到底異なる存在であるとのこと。
元々は他の選手より少しだけバスケが巧い選手達だったが、中学時代に才能が開花していった。しかし、それによって周囲との実力差が開いたため、次第にバスケへの情熱を失い、試合でも相手チームへの誠意を欠く行動をとるようになる。プレースタイルもチームプレーから圧倒的個人技を駆使したバスケに変わっていった。当時はモチベーション低下を防ぐため、1人1試合に20得点のノルマが課せられていた（黒子は役割上免除された）。
弱点としては、未だに身体ができていない中高生でありながら、激しいプレイを行うために体に過度な負担がかかりやすいことが挙げられる。また、前述のように個人技を重視していたため、味方にパスを出すのを嫌う傾向がある。
5人はそれぞれ別の強豪校に進学しており、黒子によればその中のどれかが頂点に立つという。彼らを獲得した高校は、それだけで全国上位の力を手にすることと同義であるとされ、全国大会の優勝争いの一角をになうことが確実視される。
「キセキの世代」幻の6人目（シックスマン）
黒子テツヤの異名。帝光中で6人目としてパス回しやスティールに特化することでチームを勝利に導いた。徹底して影に徹したスタイルをとっており、目立つことがなかったため、その存在は、うわさ程度にしか知られていない。
本来のバスケ用語では、シックスマンは「ベンチスタートのサブメンバーの中でも特に活躍できる選手」を指す。基本的に何度でも選手交代が可能なバスケでは重要な存在であり、NBAではNBAシックスマン賞という専門の賞が存在する。現実でも作中の黒子テツヤのような、身長・技術・スタミナなどに問題があるためフル出場には向かないが、特別な働きで試合の流れを変える選手（クラッチ・シューターが多い）が選ばれる。
無冠の五将（むかんのごしょう）
中学時代に「キセキの世代」と渡り合った選手5人の総称。天才と呼ばれるほどの確かな実力を持ちながらも、「キセキの世代」のあまりに突出した才能の前にかすんでしまったため、そう呼ばれている。
「キセキの世代」の1学年上に当たり、メンバーは「鉄心・木吉鉄平」「悪童・花宮真」「夜叉・実渕玲央」「剛力・根武谷永吉」「雷獣・葉山小太郎」の5人である。
なお、無冠の五将の名字には、「木の構成要素」に関する文字が入っている（木吉・花宮・実渕・根武谷・葉山）。
天才
10年に1人の確率で生まれてくるとされている常人では有せない技術を持っている人間の総称。作中で明言されているのは火神・キセキの世代（5人）・無冠の五将（5人）の計11人。彼らに準ずる黒子については個性であり技術とは評せず、氷室は凡人の延長線上である「秀才」とされている。

### 高校バスケ部

#### 東京都
誠凛高校バスケットボール部
スターター:黒子テツヤ・火神大我・日向順平・伊月俊・水戸部凛之助→木吉鉄平
監督：相田リコ（マネージャー兼任）。
主な成績：IH都予選決勝リーグ出場。WC初優勝（#あらすじ節も参照）。
本作のメインとなるチーム。強い攻撃力を誇る新興校。WC東京都代表校。「脅威の新星」「奇跡の新星」と称される。
元は日向・木吉の内外二枚看板と高速パスワークによるラン&ガンスタイル。今年度は黒子と火神を迎え、さらにWCからは木吉復帰により弱点だったインサイドを強化。変幻自在型ラン&ガンスタイルの新鋭チームとして注目される。
新入部員は校舎屋上（後に昇降口までの通路）から今年の目標を宣誓することが「慣例」。1年通して達成できなかった場合、全裸で好きな女子に告白する義務を負う。これは日向が1年生の時にした宣誓による。しかし校則違反として毎回教師に叱られている。
なお、一部誠凛選手の名字には、「曜日」を現す漢字が含まれている（日向・伊月・火神・水戸部・木吉、小金井・土田）。
三大王者
東京都の強豪3校。東の王者・秀徳、北の王者・正邦、西の王者・泉真館を指す。この3校が東京のIH出場枠3校を10年間ほど独占し、4位以下を全く寄せ付けぬ圧倒的な実力を持つ。
今年は誠凛・桐皇の台頭により、三大王者が都予選で敗退するケースも目立った。
秀徳高校バスケットボール部
スターター: 緑間真太郎・高尾和成・大坪泰介・宮地清志・木村信介
監督: 中谷仁亮
主な成績：WC3位
三大王者の一角、「東の王者」。WC東京都代表校。通称「歴戦の王者」。スローガンは「不撓不屈」。
前年度全国ベスト8、11年連続WC出場の実績を持つ。大坪を主体としたインサイドのOF力に強い。「キセキの世代」緑間を獲得し、外がインサイドよりも脅威の得点源となっている。
正邦高校バスケットボール部
スターター：津川智紀・岩村努・春日隆平・坂本健二郎・大室義一
監督：松元 郁憲
三大王者の一角、「北の王者」。古武術を使用した、DF力の高いチーム。
OF・DF共に古武術を応用するスタイル。選手は比較的小柄で天才型のスコアラーはいないが、基本が完璧であることから、テクニックが冴えており、笠松は「達人のいるチーム」と評する。
実際に私立桐朋高等学校が古武術を取り入れたプレーでIHに出場している。
泉真館高校バスケットボール部
主な成績：IH出場。WC予選リーグ出場
三大王者の一角、「西の王者」。IH東京都第2代表校。
WC予選リーグでは3戦全敗し、青峰は「王者の肩書きなどとっくにゴミクズ」と酷評した。
桐皇学園高校バスケットボール部
スターター：青峰大輝・今吉翔一・若松孝輔・桜井良・諏佐佳典
監督：原澤克徳、マネージャー：桃井さつき
主な成績：IH準優勝、WC出場
IH・WC東京都代表校。超攻撃型個人技重視チーム。全国から有望な選手を集めて台頭している新興校。通称「新鋭の暴君」。
過去の実績はほぼないが、「キセキの世代」青峰を獲得するなどスカウトに力を入れている。チームプレイよりも個人プレイが目立つ。共通の意志として「勝利への渇望」と「エース（青峰）に対する絶対の信頼」を持つ。
霧崎第一高校バスケットボール部
スターター：花宮真（監督兼任）・古橋康次郎・原一哉・瀬戸健太郎・山崎弘、他
主な成績：WC予選リーグ出場。
暴力的なプレーの目立つチーム。
かつては「普通の」強豪だった。「無冠の五将」花宮達が主力入りしてからは、対戦相手の選手（特にエース級）が必ず1人以上負傷するようになる。花宮のクモの巣でスティールし、ラフプレーで選手を潰すスタイル。
新協学園高校バスケットボール部
スターター：パパ・ンバイ・シキ、谷村祐介、他
監督：平岩幸治
昨年までは中堅校だったが、パパ加入により戦力が向上した。誠凛戦で敗れIH予選1回戦敗退。
丞成高校バスケットボール部
スターター：鳴海大介・川瀬陽平・佐久間洋・津布久正浩・遠山和樹
鳴海の加入によりインサイドが強化された。WC予選の誠凛戦で敗退した。
明常学院高校バスケットボール部
生徒のガラが悪く、善良なるプレイヤーからバスケコートを強奪しようとするなど素行が悪い高校。
黒子・火神・黄瀬にバスケ勝負で瞬殺され、その後のIH予選誠凛戦でも黒子・火神に再び惨敗した。
鳴成高校バスケットボール部
IH東京都第3代表校。古豪。
WC予選の霧崎第一戦で選手をラフプレーで潰され、クアドラプルスコアで敗退となった。

#### IH・WC出場校
海常高校バスケットボール部
スターター：黄瀬涼太・笠松幸男・小堀浩志・森山由孝・早川充洋
監督：武内源太
主な成績：IHベスト8、WC4位
IH・WC神奈川県代表校。IHに毎年出場している強豪。攻守共に隙の無い超万能型チーム。通称「青の精鋭」。「キセキの世代」黄瀬を獲得した。
陽泉高校バスケットボール部
スターター：紫原敦・氷室辰也・岡村建一・福井健介・劉偉
監督：荒木雅子
主な成績：IH3位、WCベスト8
IH・WC秋田県代表校。圧倒的DF力の堅さから「絶対防御（イージスの楯）」と称される強豪。
レギュラーには「キセキの世代」紫原ら2m超えの選手が3人おり、高さを生かした超DF型のチーム。
洛山高校バスケットボール部
スターター：赤司征十郎・根武谷永吉・実渕玲央・葉山小太郎・黛千尋
監督：白金永治
主な成績：IH優勝、WC準優勝
IH・WC京都府代表校。高校バスケ最古にして最強の王者。通称「開闢の帝王」。
WC・IH開催時から連続出場し続け、出場・優勝回数は全校最多。WC開催第一回目の優勝校。現在、5年連続三大タイトルを獲得している。WCは特別枠で出場した。「無冠の五将」実渕・葉山・根武谷に加え「キセキの世代」主将赤司を獲得した今年は、過去最強の布陣と言われている。
福田総合学園高校バスケットボール部
スターター：灰崎祥吾・石田英輝・望月和宏、他
主な成績：WCベスト8
WC静岡県代表校。
中宮南高校バスケットボール部
WC香川県代表校。じっくり時間をかけて攻めるハーフコートバスケットが得意。
大仁多高校バスケットボール部
スターター：小林圭介
主な成績：WC出場
WC栃木県代表校。昨年のIHベスト4。

## 技術
以下の技術のうちいくつかは、使用者の他に黄瀬・灰崎も模倣・完全無欠の模倣・強奪などによっても行うことができる。『EXTRA GAME』で使用された技術については#技術（EG）参照。

### 黒子テツヤの技術
黒子テツヤが使うことのできる技術。視線誘導のみ黛千尋も使用できる。疑似的「天帝の眼」は後述。
| 技術                            | 技術                                      | 能力                                                                              | 備考 |
| ------------------------------- | ----------------------------------------- | --------------------------------------------------------------------------------- | --- |
| 視線誘導 （ミスディレクション） | 視線誘導 （ミスディレクション）           | 他人の目線を自分自身から逸らす                                                    | - 手品の視線誘導「ミスディレクション」と持ち前の「影の薄さ」を合わせた技術 - 作中では本当に相手の眼前から消失したように描かれる - 相手方の「慣れ」による効果の減衰があるためにフル出場はできない - 高尾・伊月など高い空間認識能力を持つ選手には効果が薄い    |
|                                 | 消えるドライブ （バニシング-）            | 相手の視界から消えてドリブルで抜く                                                | - 相手が火神に視線を移した瞬間に斜め方向のダックインをする、視線誘導の応用 - 相手からすると気付いた時にはドリブルで抜かれていたように感じる - 青峰は黒子のみに意識を集中して攻略する                                                                         |
|                                 | ミスディレクション・ オーバーフロー       | 仲間に「消えるドライブ」と同じ効果を与える 相手の視線を逸らしシュート精度を下げる | - 視線誘導が切れて「見えるようになった」ことを利用し、「消えるドライブ」の火神役を担う - 試合終盤のみ使用できる。「慣れ」による効果減衰もある - 視線誘導のタネ明しになるため、これを用いた相手には2度と通常の視線誘導が通じない                              |
|                                 | 幻影のシュート （ファントム-）            | シュートしたボールをDFの視界から消す                                              | - 視線誘導、独特のフォーム、ジャンプのタイミングを組み合わせた技術 - 命中率は約5、6割。景虎・青峰との特訓で習得 - 黄瀬は「完全無欠の模倣」による赤司の「天帝の眼」＋紫原のブロックで阻止 - 笠松は仕組みを見破り、1歩下がって視界を広げてから追いつき攻略する |
| 加速するパス （イグナイト-）    | 加速するパス （イグナイト-）              | パスを中継地点で加速させる強力なパス                                              | - パスボールを掌底で殴って加速させる - 当初は「キセキの世代」と火神のみが取れた。時を経て誠凛メンバーは全員取れるようになる - 強力ゆえに受手の負担も大きく、火神以外の誠凛メンバーはキャッチできる回数に限界がある                                           |
|                                 | 加速するパス・廻 （イグナイトパス・かい） | ボールに触れた選手の腕を弾き飛ばすパス                                            | - 加速するパスに大きく踏み込む力を加え、ボールを激しく螺旋回転（軸が進行方向に平行）させる - 威力が高く味方も取ることが難しい - 黒子の体への負荷も大きく、連続使用はできない - 青峰は腕ではなく全身を軸にして受け止めることで攻略した                        |
| 回転長距離パス （サイクロン-）  | 回転長距離パス （サイクロン-）            | コートの端から端までボールを送る                                                  | - 全体のバネを使ってカウンター専用の回転式パス |

### 「キセキの世代」の技術
「キセキの世代」のみが使うことのできる技。原則として、模倣・強奪できない。ここでは灰崎祥吾の技も含む。便宜上、疑似的「天帝の眼」も併せて解説する。
| 技術                                                         | 技術                                                         | 使用者     | 能力 | 備考 |
| ------------------------------------------------------------ | ------------------------------------------------------------ | ---------- | --- | --- |
| 模倣 （コピー）                                              | 模倣 （コピー）                                              | 黄瀬       | 目にしたプレーを一瞬で模倣し再現する                                                                                                  | - 身体能力の高さで相手のプレーを自身の技能として体得する技術 - コピーしたプレーは黄瀬自身の優れた能力によって強化される - 「キセキの世代」などレベルの高いプレイは模倣できない - 技を見ることができない視線誘導は模倣もできない                                                                                     |
|                                                              | 完全無欠の模倣 （パーフェクトコピー）                        | 黄瀬       | 「キセキの世代」の技術を再現する | - 身体への負担が大きく、制限時間がある（当初は5分が限界。WC誠凛戦では計7分使用） - 再現度は完全ではないが、黄瀬の高いセンスで不足部分を補う - 模倣を組み合わせ、ゾーン状態と遜色ない強力なプレーを展開できる - とっさの時には1番得意な青峰を模倣する傾向にある - 同じ模倣を続けて出すことを無意識に避ける傾向にある |
| 強奪 （スナッチ）                                            | 強奪 （スナッチ）                                            | 灰崎       | 相手の動きを習得し独特のリズムを加える 相手のリズムを崩し、技の精度を大きく下げる                                                     | - 一歩間違えれば自軍の戦力をも落す諸刃の剣 - 「キセキの世代」の技や視線誘導は習得できない |
| 超長距離3Pシュート （スーパーロングレンジスリーポイント-）   | 超長距離3Pシュート （スーパーロングレンジスリーポイント-）   | 緑間       | 超長距離・超高度を飛ぶ3Pシュート フェイクにより味方の数的有利の攻撃を展開                                                             | - フォームを崩されない限り100%の精度を誇り、シュート範囲は「コート全て」 - 緑間の長身による打点の高さによってフォームを崩すことすら困難 - ゴールから離れるほどタメが長くなる - 自陣ゴール近くで打つため、ブロックされた時にカウンターされやすい - 身体への負担が大きく、弾数制限が存在                              |
| 空中装填式3Pシュート （スカイ・ダイレクト・スリーポイント-） | 空中装填式3Pシュート （スカイ・ダイレクト・スリーポイント-） | 緑間& 高尾 | 空中でパスを受けそのまま3Pシュートを放つ                                                                                              | - 空中でのパスキャッチによりシュート精度が著しく下がる - シュート体勢の関係でパスコースが限定され、タイミングが読まれやすい - 緑間は本来外す可能性のあるシュートを撃たないが、仲間を信頼するから使用できる - 日向は「秀徳の光と影」と評した                                                                         |
| 破壊の鉄鎚 （トールハンマー）                                | 破壊の鉄鎚 （トールハンマー）                                | 紫原       | 激しい威力のボースハンドダンク | - 圧倒的な体格とエネルギー量を活かし、竜巻のように体を横回転させながら繰り出す - 特に高度な技術は使わず、ゴールをポストごと叩き折るほどの威力を誇る - 火神（ゾーン状態）は前方に跳んだ力を上乗せすることでブロックした                                                                                              |
| 天帝の眼 （エンペラーアイ）                                  | 天帝の眼 （エンペラーアイ）                                  | 赤司       | あらゆる動作を先読し、反応する 鷹の目並の視野の広さを兼ね備える 意図的にアンクルブレイクを引き起こす 味方の潜在能力を最大限に引き出す | - 超人的な視力により、相手の呼吸・心拍・汗・筋肉の収縮などを完全に視認・把握する - 重心の位置を狂いなく見透かして相手にアンクルブレイクを引き起こす - 1on1ならどんな強豪プレイヤーも完全に封殺する |
|                                                              | 疑似的「天帝の眼」 （ぎじてきエンペラーアイ）                | 黒子       | 仲間の動作を完璧に先読みする能力 | - 黒子の観察眼と、仲間としての強固な信頼関係があって初めて使用可能 - ゾーンに入った火神の動きを予知し、逆に動くことで赤司を止めた |

### 火神の技術
火神大我が使用した技術。他の選手が使用した技術も含む。
| 技術                               | 技術                                     | 使用者                | 能力                                                                            | 備考 |
| ---------------------------------- | ---------------------------------------- | --------------------- | ------------------------------------------------------------------------------- | --- |
| 野性 （やせい）                    | 野性 （やせい）                          | 火神 青峰 葉山 小金井 | 予測よりさらに速く反応する                                                      | - 誰もが先天的に持って生まれ、成長とともに失われる、研ぎ澄まされた五感 - 訓練や激しい試合によって取り戻すことがある |
| 型のないシュート （フォームレス-） | 型のないシュート （フォームレス-）       | 青峰 火神             | 「無限」のスタイルから放つ様々な変則シュート                                    | - 大抵の位置からは片手で放り投げるだけでゴールに吸い込まれる - 青峰の「ボールハンドリング」「敏捷性」「変幻自在なストバスの動き」を合わせた技術 - 青峰の他のプレイスタイルも基本フォームからかけ離れ、読み合いが通じない - 火神は野性を組み合わせて繰り出した |
| ゾーン                             | ゾーン                                   | 青峰 火神 紫原 赤司   | 選手の持つ力を最大限引き出す 驚異的なパワー・スピード・跳躍力を得られる         | - トップアスリートでも偶発的にしか経験できない、極限の集中状態 - ゾーンに入ると瞳から光の筋が出て、汗の描写がなくなる - スタミナの消耗が激しく、時間的限界がある - 入る「条件（トリガー）」は人によって異なり、それを満たしても入れるとは限らない - 1度入った後は「もう1度入れれば」という雑念が生まれ、最初より遥かに入りにくくなる - ゾーンに入るためにはゾーンに入ろうとしてはならない |
|                                    | 直結連動型ゾーン （ダイレクトドライブ-） | 火神                  | 仲間がゾーンに合わせた超速連携ができる 仲間と一瞬のアイコンタクトで意志が伝わる | - 「ゾーンを超えたゾーン」「第2のゾーン」、本来のゾーンの姿 - ゾーンの扉を開けた先にある、もう1つの大扉を開けることで成しうる - 火神・青峰ともに、第2の大扉の前に門番（黒子）が立っているように見える - 青峰はチームプレーを捨てたため開けることはできなかった |
| 宙を歩く （エアウォーク）          | 宙を歩く （エアウォーク）                | 火神                  | 空中を歩くかのように長い時間滞空する                                            | - 超人的な跳躍力で実現する - 火神より後にジャンプした選手が先に落下を始める |
| 流星のダンク （メテオジャム）      | 流星のダンク （メテオジャム）            | 火神                  | ゴールより高く飛んでからシュートする                                            | - 陽炎のシュートと並ぶ無敵のシュート、「豪の技」 - シュート時に同じ高さまでジャンプしなければルール上攻略する方法がない - DF側がゴールに向かって落下するボールに触れるとファウルとなる - 赤司は「天帝の目」により、火神のリズムを崩し阻止する - ゾーン状態の赤司は予備動作の段階でたやすくカットした。 - 右脚でジャンプするために左腕のコントロールが要求され命中率は低い                 |

### 「無冠の五将」の技術
木吉鉄平・花宮真・根武谷永吉・実渕玲央・葉山小太郎が使用した技術。他の選手が使用した技術も含む。
| 技術                             | 使用者    | 能力                                               | 備考 |
| -------------------------------- | --------- | -------------------------------------------------- | --- |
| 後出しの権利                     | 木吉      | 相手の次の手を見た後で、プレーを変える             | - 大きな手でボールを鷲掴みにし、常人ならボールを放すタイミングでもプレーを変更できる |
| バイスクロー                     | 木吉 紫原 | バスケのワンハンドキャッチ                         | - リバウンドしたボールを片手で鷲掴みし、相手からもぎ取る - 紫原は見様見真似でこの技を木吉に使用した |
| クモの巣 （仮）                  | 花宮      | 高いスティール率を実現する                         | - 明晰な頭脳によってすべてのパスコースを分析する - 瀬戸との連携や霧崎第一のラフプレーによって効果を高めている - スティールできるのは計算可能かつ相手チームが作戦として織り込んだ範囲 - 黒子は全て独断でパスコースを変えて破っている                                                              |
| 地                               | 実渕 日向 | 相手にぶつかりながらシュートを打つ                 | - 体幹とバランス感覚に優れるため、ぶつかりながらでも決められる - シュートで相手がぶつかると、ほぼDF側のファウルでカウント＋ワンスロー（4点プレイ）となる - 実渕を参考にフォームを構築した日向に真似される                                                                                        |
| 天                               | 実渕      | 相手に触れられないように打つフェイダウェイシュート | - 常人離れした効率の良いシュートフォーム - 遠ざかりながら打ち、3Pもフェイダウェイで決められる |
| 虚空                             | 実渕      | 相手がブロックに飛ぶこともできないシュート         | - 深く沈みこみ、DFのヒザが伸びきった時に一瞬動きを止め、それにつられたDFの力を0にする - 日向は、実渕の3つのシュートは重心の位置が違うことに気づき、ブロックに成功する |
| 雷轟のドリブル （ライトニング-） | 葉山      | 相手がボールを視認できず奪えなくなる速さのドリブル | - 全身のバネの力を指先に集約し、強くボールを床に叩き付ける - 使用する指の本数を変えることで、段階調節が可能（葉山自身は「○本」と呼ぶ） - 五本の場合、相手の動きに合わせて方向転換や中止ができ、読み合いが通用しない - 伊月は勢い故に急な方向転換ができない点を突き、火神の守備範囲に誘導して阻止 |
| マッスル○○                       | 根武谷    | 強靭な肉体・パワーを活かして行う様々なプレイ       | - スクリーンアウト・リバウンド・ダンク・ドリブルを披露した - スクリーンアウトでは腰使いも腕の使い方も一級品と言われる |

### その他
| 技術                                  | 技術                                  | 使用者    | 能力                                               | 備考 |
| ------------------------------------- | ------------------------------------- | --------- | -------------------------------------------------- | --- |
| 読み取る目 （アナライザー・アイ）     | 読み取る目 （アナライザー・アイ）     | リコ 景虎 | 体を見て肉体のデータや伸び代を視認する             | - 裸の方がより正確に認識できる - 景虎はリコよりも正確に視認できる |
| 鷲の目 （イーグルアイ）               | 鷲の目 （イーグルアイ）               | 伊月      | コート全体を脳内で上から見たように把握する         | - 高い空間把握能力によって可能となる - 常にコート全体を把握できるため、司令塔（PG）向きの能力 |
|                                       | 鷲の鉤爪 （イーグルスピア）           | 伊月      | 後ろ向きのままバックチップを行う                   | - 鷲の目を使い、相手のフルドライブ直後の無防備な瞬間にピンポイントでボールを狙う - 体を振り返らないため速度は格段に上がる |
| 鷹の目 （ホークアイ）                 | 鷹の目 （ホークアイ）                 | 高尾      | コート全体を脳内であらゆる角度から把握する         | - 鷲の目よりも視野が広く、視線誘導の天敵 - 1部分に視線を誘導されると視野が狭まる弱点を持つ |
| 陽炎のシュート （ミラージュ-）        | 陽炎のシュート （ミラージュ-）        | 氷室      | ブロックをすり抜けると錯覚させるシュート           | - 流星のダンクと並ぶ無敵のシュートで「静の技」 - リリースポイントが2つ存在するトリッキーなシュート - 相手に合わせ2つのリリースポイントを使い分け、DFを攪乱する - 理想的なフォームとフェイントに長ける氷室ならではの技 - ゾーン状態の火神は両方のリリースポイントからのシュートに超跳躍でブロックした - 木吉はフェイントをわざと見破らせ、打点が低い1度目で打たせて日向と連携し止める |
| 不可侵のシュート （バリアジャンパー） | 不可侵のシュート （バリアジャンパー） | 景虎 日向 | シュート時、相手と距離を取りボールを届かなくさせる | - 景虎が日向に伝授した、重心移動を用いるフェイダウェイシュート - 初見でタネを見破るのは困難だが、桃井は足の動きを見て見破った |

## 読切版
『黒子のバスケ（読切版）』は藤巻忠俊による読切漫画作品。藤巻のデビュー作。連載版『黒子のバスケ』のプロトタイプ。第44回（2006年11月期）ジャンプ十二傑新人漫画賞作品。『赤マルジャンプ』2007 SPRING掲載。『黒子のバスケ オフィシャルファンブック CHARACTERS BIBLE』。

### 登場人物（読切）
黒子テツヤ
キセキの世代5人のうちの1人。勝利に比重を置き、才能のある者への羨望・嫉妬をのぞかせるなど連載版と差異がある。連載版より表情豊かで自分の感情に素直。やや達観した部分もあるが敬語を使わず若干ポエミーな言葉回しをする。誠凛に来たのは語感が気に入ったから。
荻原シゲヒロ
キャラクターデザインが異なるが、連載版の火神の元となった人物。身長は191センチメートル。
連載版「帝光編」にて黒子の旧友として同名の人物が登場する。
柏木
誠凛主将。連載版の日向と同じく毒舌。弟は照栄中に在学しており、弟の友人（黒子の後輩）が柏木に黒子について語った。

### 用語（読切）
照栄中学校
連載版の帝光中の元となった学校。部員数120名。連載版では木吉の出身校として名前が登場する。

## 黒子のバスケ EXTRA GAME
『黒子のバスケ EXTRA GAME』（くろこのバスケ エクストラゲーム、英語: THE BASKETBALL WHICH KUROKO PLAYS EXTRA GAME）は、藤巻忠俊による日本の漫画作品。「キセキの世代」全員が揃ったバスケチームの試合を描く『黒子のバスケ』（本編）の続編。話数カウントは本編と同じ『第○Q（クォーター）』。サブタイトルも本編と同じく、作中のセリフが使われている。
『少年ジャンプNEXT!!』2014 vol.6 - 2016 vol.1で連載された。連載中は全号で掲載誌の表紙を飾った。2017年には一部設定を変更した劇場版『LAST GAME』が制作・公開された（黒子のバスケ (アニメ)参照）。
舞台は本編の翌年度。ストーリーについては#続編参照。

### 登場人物（EG）
登場人物の学年は本編と比べてそれぞれ1学年ずつ上がっている。
VORPAL SWORDSメンバーとして黒子テツヤ（主人公）・火神大我・赤司征十郎・青峰大輝・緑間真太郎・黄瀬涼太・紫原敦・日向順平・高尾和成・若松孝輔、VORPAL SWORDSの協力者として相田景虎・相田リコ・桃井さつき、Strkyメンバーとして宮地清志・今吉翔一・笠松幸男・岡村建一などが再登場している。Jabberwockのメンバーについては#「EXTRA GAME」の登場人物参照。

### 用語（EG）
Jabberwock（ジャバウォック）
アメリカのストバスチーム。ナッシュ・ゴールド・Jrを中心に18歳前後の若手で構成され、メンバーの実力は「キセキの世代」に遜色を取らずNBA選手に匹敵する。
基本的な能力の質がかなり高く、ナッシュ及びシルバーというスター選手以外の選手も実力者揃い。ナッシュの指揮官としての手腕もさることながら、各自のスポーツIQの高さから、試合中のいかなる状況にも対応できる咄嗟の判断力、各自の連携にも秀でている。その反面、素行も非常に悪く、作中でStrkyに対して挑発し続けるスタイルをとっている。
VORPAL SWORDS（ヴォーパル ソーズ）
Jabberwockを倒すために結成された日本のバスケチーム。メンバーは全員高校生で、黒子と「キセキの世代」5人に、火神・日向・高尾・若松を加えた計10人。
帝光中以来、「キセキの世代」全員が勢揃いした最初で最後のチーム。
「ヴォーパルソード」とは、『鏡の国のアリス』の作中で語られる魔獣ジャバウォックを討ったとされる剣の銘。
Strky（スターキー）
大学生による日本のバスケチーム。チーム名はメンバーの出身高校の頭文字を繋げたもの。
メンバーは秀徳出身の宮地（6番）、桐皇出身の今吉（4番）、洛山出身の樋口正太（5番）、海常出身の笠松（7番）、陽泉出身の岡村（8番）の5人。

### 技術（EG）
『EXTRA GAME』で特定の技術を初めて使用した人物
- 野性 - シルバー
- ゾーン - 黄瀬
- 空中装填式3Pシュート - 緑間&赤司（初めての組み合わせ）
- 魔王の眼（ベリアルアイ） - ゴールド。コート上全ての選手の動きを予知する「天帝の眼」を超える能力

## 担当編集者
- 齊藤優（2008年12月（第1話）[11] - 2011年1月[12]）
- 井坂尊（2010年10月[13] - 2010年12月[14]）
- 大西恒平[15]（2011年2月 - 2012年1月）
- 嶋崎崇夫[16]（2012年2月 - 2013年6月）
- 門司健吾（2013年7月[17] - ）

## 企画

### 人気投票
| 順位 | 第1回      | 第2回      | 第3回      | 黒バス大賞 |
| ---- | ---------- | ---------- | ---------- | ---------- |
| 1    | 黒子テツヤ | 黒子テツヤ | 赤司征十郎 | 黒子テツヤ |
| 2    | 緑間真太郎 | 黄瀬涼太   | 黒子テツヤ | 赤司征十郎 |
| 3    | 火神大我   | 木吉鉄平   | 高尾和成   | 黄瀬涼太   |
| 4    | 黄瀬涼太   | 火神大我   | 黄瀬涼太   | 緑間真太郎 |
| 5    | 伊月俊     | 青峰大輝   | 火神大我   | 笠松幸男   |
| 6    | 青峰大輝   | 緑間真太郎 | 緑間真太郎 | 紫原敦     |
| 7    | 高尾和成   | 伊月俊     | 青峰大輝   | 火神大我   |
| 8    | 日向順平   | 紫原敦     | 宮地清志   | 高尾和成   |
| 9    | 相田リコ   | 日向順平   | 笠松幸男   | 青峰大輝   |
| 10   | 小金井慎二 | 笠松幸男   | 花宮真     | 氷室辰也   |

『週刊少年ジャンプ』誌上で4回に渡って人気投票が行われた。
- 第1回 - 2010年7号募集。投票総数14973票
- 第2回 - 2011年11号募集。応募総数15688票
- 第3回 - 応募総数37755票
- 黒バス大賞 - 投票には応募券が必要。

### 単行本のコーナー
主に巻末付近に番外編や書店POPなどのイラストが載せられている。また、以下のコーナーは継続的に行われている。
黒子のバスケNG
単行本のおまけページあるコーナー。映画のNG集を模した、本編のパロディが載せられている。
黒子のバスケ そこそこ答える Q&A
読者の質問に作者が答えるコーナー。12巻により質問の募集が行われ、13巻から始まった。
黒子のバスケ イラストギャラリー
読者のイラストを載せるコーナー。巻末に設けられている。作者のコメントも添えられている。

### コラボレーション

#### 漫画作品
めだかボックス
アニメ化発表・アニメ放送の時期が同じだったため、いくつかのコラボレーションが行われた。両作品のTVアニメ化が発表された『週刊少年ジャンプ』2011年43号では、巻頭カラーの本作とセンターカラーの『めだかボックス』が組んで表紙を飾った。同2012年18号では、表表紙（『めだかボックス』サイド）と裏表紙（本作サイド）が上下逆に印刷されており、両作同時で表紙・巻頭を飾った。
暗殺教室
初版100万部を突破した時期が同じだったため、 描き下ろしペーパーによるコラボレーションが行われた。
銀魂
黒子テツヤをモデルとした黒子野太助（くろこの たすけ）というキャラクターが登場した。なお、彼の出たエピソードがアニメ化された際には声をテツヤ役の小野賢章が務めた。
火ノ丸相撲
週刊少年ジャンプ2015年50号でコラボ読切『キセキのまったなし勝負』が掲載された。『火ノ丸相撲』8巻収録。

#### ゲーム作品
ジェイスターズ ビクトリーバーサス
バンダイナムコゲームスが発売したゲームソフト。サポートキャラクターとしてキャラクターが登場。
アットゲームズ
ジークレストが運営するオンラインゲームコミュニティサイト。キャラクターのアバターアイテムが登場。（2014年7月から2016年7月まで）
ポケットランド
ジークレストが運営するゲームアプリ。キャラクターのアバターアイテムが登場した（2014年7月から2016年7月まで）
週刊少年ジャンプ オレコレクション!
バンダイナムコエンターテインメントが運営するゲームアプリ。配信当初からキャラクターが登場。
ジャンプチ ヒーローズ
LINEが運営するゲームアプリ。配信当初からキャラクターが登場。
シンエンレジスト
オルトプラスと集英社キャラクタービジネス室が共同開発したゲームアプリ。オリジナル新作シナリオや新規イラストが登場した。（2018年12月から2019年1月まで）
シティダンク2
クッキースが運営するゲームアプリ。プレイアブルキャラクターとして黒子たちが登場。（2021年4月から5月まで）
スマッシュダンク
ファイブクロスが運営するゲームアプリ（上記の『シティダンク2』の名称変更及び運営元の変更）。コラボ選手が登場するなど。（2022年10月から2023年1月まで。復刻が2023年8月から10月まで）

## メディアミックス

### 小説
黒子のバスケ Replace
本作のノベライズ。小説：平林佐和子。ジャンプ ジェイ ブックス（集英社）より全6巻。
黒子のバスケ ウインターカップ総集編
劇場版アニメのノベライズ。小説：平林佐和子（1巻）・誉司アンリ（2 - 3巻）。ジャンプ ジェイ ブックス（集英社）より全3巻。
劇場版 黒子のバスケ LAST GAME
劇場版アニメのノベライズ。小説：平林佐和子。ジャンプ ジェイ ブックス（集英社）より全1巻。

#### コミカライズ
黒子のバスケ Replace PLUS
『黒子のバスケ Replace』のコミカライズ。原案：藤巻忠俊、原作：平林佐和子、漫画：高橋一郎。『少年ジャンプ+』（集英社）2015年1月27日から2018年4月24日まで連載。全10巻。

### ヴォイスコミック
「VOMIC」（集英社）で2回ヴォイスコミック化された。ジャンプ専門情報番組『サキよみ ジャンBANG!』で放送後、2010年4月から2011年10月までVOMIC公式サイトで配信。アニメ版とはキャスティングが異なる。
- 第1回（原作第1話） - 『サキよみ ジャンBANG!』で2010年3月放送。
- 第2回（誠凛-秀徳戦） - 『サキよみ ジャンBANG!』で2011年1月放送。

### アニメ
テレビアニメ
MBSなどで計3期（1期：2012年4月 - 9月、2期：2013年10月 - 2014年3月、3期：2015年1月 - 6月）にわたり放送された。
スーパーアニメツアー
『ジャンプスーパーアニメツアー2013』（2013年10月6日 - 11月24日）5会場で上映。同年12月発売の原作単行本25巻限定版DVD収録。
劇場版
2016年9月から12月までWCの総集編三部作が、2017年に『EXTRA GAME』を原作とする『劇場版 黒子のバスケ LAST GAME』が上映された。

### ゲーム
黒子のバスケ キセキの試合（ゲーム）
バンダイナムコゲームスによるPSPスポーツ育成シミュレーションゲーム。2012年8月9日発売。
黒子のバスケ 勝利へのキセキ
バンダイナムコゲームスによる3DSゲーム。2014年2月20日発売。
黒子のバスケ 未来へのキズナ
バンダイナムコゲームスによる3DSゲーム。2015年3月26日発売。
黒子のバスケ CROSS COLORS
バンダイナムコエンターテインメントによるモバイルゲーム。サイバードとの共同開発。2016年配信。
黒子のバスケ Street Rivals
ファイブクロスによるモバイルゲーム。2023年配信。

### 舞台

#### 『舞台「黒子のバスケ」THE ENCOUTER』
第1弾公演。2016年4月8日から24日までサンシャイン劇場にて上演。同年4月24日の千秋楽においてライブビューイングを実施。
キャスト
| - 誠凛高校 - 黒子テツヤ - 小野賢章 - 火神大我 - 安里勇哉 - 日向順平 - 牧田哲也 - 伊月俊 - 秋元龍太朗 - 小金井慎二 - 阿部快征 - 水戸部凛之助 - 松本享恭 - 土田聡史 - 鍛治本大樹 - 相田リコ - 田野アサミ - 海常高校 - 黄瀬涼太 - 黒羽麻璃央 - 笠松幸男 - 松村龍之介 - 森山由孝 - 和合真一 - 早川充洋 - 平野宏周 | - 秀徳高校 - 緑間真太郎 - 畠山遼 - 高尾和成 - 山田ジェームス武 - 大坪泰介 - Spi - 宮地清志 - 竹ノ内大輔 - 桐皇学園高校 - 青峰大輝 - 小沼将太 - 今吉翔一 - 林明寛 - 若松孝輔 - 松藤和成 - 桜井良 - 赤楚衛二 - 桃井さつき - 杉ありさ | - ENCOUNTERS／エンカウンターズ - 大石達也 - 狩野新之介 - 田中博士 - 山﨑雄也 |

スタッフ
- 原作 - 藤巻忠俊
- 脚本・演出 - 中屋敷法仁
- 振付 - 川崎悦子
- 美術 - 石原敬
- 照明 - 佐藤公穂
- 音響 - 山本能久
- 衣装 - 山田いずみ
- ヘアメイク - 宮内宏明
- 演出助手 - 城野健
- 舞台監督 - 川除学
- 主催・企画 - 舞台「黒子のバスケ」製作委員会
- 制作 - バンダイナムコライブクリエイティブ、ゴーチ・ブラザーズ

#### 『舞台「黒子のバスケ」OVER-DRIVE』
第2弾公演。東京公演は2017年6月22日から7月9日までAiiA 2.5 Theater Tokyoにて、大阪公演は2017年7月13日から17日まで森ノ宮ピロティホールにて上演。同年7月17日の千秋楽においてライブビューイングを実施。
キャスト
| - 誠凛高校 - 黒子テツヤ - 小野賢章 - 火神大我 - 安里勇哉 - 日向順平 - 牧田哲也 - 伊月俊 - 松井勇歩 - 木吉鉄平 - 河合龍之介 - 小金井慎二 - 阿部快征 - 土田聡史 - 鍛治本大樹 - 相田リコ - 田野アサミ - 海常高校 - 黄瀬涼太 - 黒羽麻璃央 - 笠松幸男 - 松村龍之介 - 森山由孝 - 和合真一 - 早川充洋 - 平野宏周 | - 秀徳高校 - 緑間真太郎 - 畠山遼 - 高尾和成 - 山田ジェームス武 - 大坪泰介 - Spi - 宮地清志 - 上原一翔 - 桐皇学園高校 - 青峰大輝 - 小沼将太 - 今吉翔一 - 林明寛 - 若松孝輔 - 松藤和成 - 桜井良 - 赤楚衛二 - 桃井さつき - 杉ありさ | - 霧崎第一高校 - 花宮真 - 太田基裕 - 瀬戸健太郎 - 増山祥太 - 古橋康次郎 - 石賀和輝 - 原一哉 - 田中穂先 - OVER-DRIVE - 田中博士 |

スタッフ
- 原作 - 藤巻忠俊
- 演出 - 中屋敷法仁
- 脚本 - 竜崎だいち
- ステージング - 川崎悦子
- 美術 - 石原敬
- 照明 - 佐藤公穂、高橋英哉
- 音響 - 山本能久
- 衣装 - 山田いずみ
- ヘアメイク - 宮内宏明
- 演出助手 - 松倉良子
- 舞台監督 - 川除学
- 制作 - バンダイナムコライブクリエイティブ、ゴーチ・ブラザーズ
- 主催・企画 - 舞台「黒子のバスケ」製作委員会

#### 『舞台「黒子のバスケ」 IGNITE-ZONE』
第3弾公演。東京公演は2018年4月6日から22日までサンシャイン劇場にて、大阪公演は2018年5月1日から6日まで森ノ宮ピロティホールにて、東京凱旋公演は2018年5月11日から13日まで日本青年館ホールにて上演。同年5月13日の千秋楽においてライブビューイングを実施。
キャスト
| - 誠凛高校 - 黒子テツヤ - 小野賢章 - 火神大我 - 安里勇哉 - 日向順平 - 牧田哲也 - 伊月俊 - 松井勇歩 - 木吉鉄平 - 河合龍之介 - 土田聡史 - 鍛治本大樹 - 相田リコ - 田野アサミ - 秀徳高校 - 緑間真太郎 - 畠山遼 - 高尾和成 - 山田ジェームス武 | - 桐皇学園高校 - 青峰大輝 - 小沼将太 - 今吉翔一 - 林明寛 - 若松孝輔 - 和成 - 桜井良 - 加藤ひろたか - 桃井さつき - 杉ありさ - 陽泉高校 - 紫原敦 - 鮎川太陽 - 氷室辰也 - 斉藤秀翼 - 岡村建一 - 丸川敬之 - 福井健介 - 倉冨尚人 | - 洛山高校 - 赤司征十郎 - 糸川耀士郎 - 海常高校 - 黄瀬涼太 - 黒羽麻璃央（声） - IGNITERS - 岩田笙汰 - 落合悠介 - 狩野新之介 |

スタッフ
- 原作 - 藤巻忠俊
- 演出 - 中屋敷法仁
- 脚本 - 竜崎だいち
- 振付・ステージング - 川崎悦子
- 美術 - 石原敬
- 音楽 - ランティス
- 照明 - 佐藤公穂、高橋英哉
- 音響 - 山本能久
- 衣装 - 山田いずみ
- ヘアメイク - 宮内宏明
- 演出助手 - きまたまき
- 舞台監督 - 川除学、今村智宏
- 宣伝・キャスティング - 和田谷洋子
- 宣伝美術 - 山下浩介
- 宣伝写真 - 引地信彦
- WEB制作 - メテオデザイン
- 制作 - バンダイナムコライブクリエイティブ、ゴーチ・ブラザーズ
- 東京・東京凱旋公演主催 - 舞台「黒子のバスケ」製作委員会
- 大阪公演主催 - サンライズプロモーション大阪
- 協力 - 一般社団法人 日本2.5次元ミュージカル協会

#### 『舞台「黒子のバスケ」 ULTIMATE-BLAZE』
第4弾公演にして「舞台『黒子のバスケ』」シリーズのファイナル公演。2019年4月30日から5月19日まで、COOL JAPAN PARK OSAKA・刈谷市総合文化センター・日本青年館ホール・福岡市民会館にて上演。
キャスト
| - 誠凛高校 - 黒子テツヤ - 小野賢章 - 火神大我 - 安里勇哉 - 日向順平 - 牧田哲也 - 伊月俊 - 石田隼 - 木吉鉄平 - 河合龍之介 - 小金井慎二 - 近野拓郎 - 相田リコ - 田野アサミ - 海常高校 - 黄瀬涼太 - 黒羽麻璃央 - 笠松幸男 - 松村龍之介 - 森山由孝 - 和合真一 - 早川充洋 - 滝川広大 | - 秀徳高校 - 緑間真太郎 - 畠山遼 - 高尾和成 - 山田ジェームス武 - 大坪泰介 - spi - 宮地清志 - 上原一翔 - 桐皇学園高校 - 青峰大輝 - 小沼将太 - 桃井さつき - 杉ありさ、城戸愛莉※Wキャスト - 陽泉高校 - 紫原敦 - 鮎川太陽 | - 洛山高校 - 赤司征十郎 - 糸川耀士郎 - 実渕玲央 - 田中涼星 - 葉山小太郎 - 青木空夢 - 根武谷永吉 - 小柳心 - 黛千尋 - 高本学 - 福田総合学園高校 - 灰崎祥吾 - 橋本全一 - その他 - 荻原シゲヒロ - 田中宏宜 |

スタッフ
- 原作 - 藤巻忠俊
- 演出 - 中屋敷法仁
- 脚本 - 竜崎だいち

## 社会的評価

### 賞賛
- 冨樫義博は本作に登場する人物のキャラクターやストーリー構成を高く評価している[33]。
- 荒木飛呂彦は単行本4巻帯の応援コメントで「『強い』生き方とは 目立たない黒子! その思想性! 『深い』!!」と述べた。

### 人気
連載が始まってしばらくの間は、週刊少年ジャンプの連載作品としてはそれほど人気があったわけでもなかったが、2012年のアニメ化を機に人気が急上昇した。
2012年には「子どもが夢中になったものランキング」の10位にランクインした。漫画を原作とするコンテンツとしては『ONE PIECE』に次ぐ2位である。インターネット・SNSなどでは、『黒子のバスケ』発祥の流行語が存在する。
中国でも高い人気があるとされ、中国の漫画読者アンケートにより中国版少年ジャンプ『漫画行』での連載が決定された。

### 売上・発行部数
原作単行本はアニメ化後売上が大幅に伸び、24巻ではオリコン「週間本ランキング」のコミック部門で、シリーズ初の2週連続首位を獲得した。26巻は同作の最高週間売上部数を記録した。2012年のオリコン「年間本ランキング」コミック部門では前年の24位から大躍進を遂げ、『ONE PIECE』に次ぐ2位を記録した。その後も人気を維持し続け、3年連続（2012年 - 2014年）で「オリコン年間“本”ランキング」コミックシリーズ別TOP5入りを達成する。
単行本1巻は、初版5万部からスタートしたが、アニメ化を機に大幅に発行部数を伸ばし、4年をかけて発行数100万部の大台を突破した。漫画作品において初版発行数100万部は大ヒットの指標とされている。24巻は初版100万部を記録している。2019年4月時点でコミックスの累計発行部数は3100万部を突破している。
小説版は第3弾以降、3巻連続でオリコン“本”ランキングBOOK（総合）部門週間首位を記録した。2017年5月時点で小説版の累計発行部数は230万部を突破している。

### 受賞
- 第44回（2006年11月期）ジャンプ十二傑新人漫画賞（読切版）。
- このマンガがすごい! 2012年版 男性部門6位。
- 第12回東京アニメアワードテレビ部門優秀作品賞受賞（テレビアニメ）[46]。

## 書誌情報
いずれも集英社刊行。

### 漫画本編
- 藤巻忠俊 『黒子のバスケ』〈ジャンプ・コミックス〉、全30巻

| 巻数 | タイトル               | 初版発行日付（発売日付） | ISBN              |
| ---- | ---------------------- | ------------------------ | ----------------- |
| 1    | 黒子はボクです         | 2009年4月8日（4月3日）   | 978-4-08-874694-4 |
| 2    | おまえのバスケ         | 2009年7月8日（7月3日）   | 978-4-08-874704-0 |
| 3    | 勝つために             | 2009年9月9日（9月4日）   | 978-4-08-874731-6 |
| 4    | 「勝利」ってなんですか | 2009年11月9日（11月4日） | 978-4-08-874754-5 |
| 5    | 信じてました           | 2010年1月9日（1月4日）   | 978-4-08-874789-7 |
| 6    | 嫌だ!!                 | 2010年4月7日（4月2日）   | 978-4-08-870024-3 |
| 7    | 始めるわよ             | 2010年6月9日（6月4日）   | 978-4-08-870050-2 |
| 8    | やることは決まった!!   | 2010年8月9日（8月4日）   | 978-4-08-870089-2 |
| 9    | ウィンターカップで     | 2010年10月9日（10月4日） | 978-4-08-870115-8 |
| 10   | 始動!!!                | 2010年12月8日（12月3日） | 978-4-08-870151-6 |
| 11   | 誠凛高校バスケ部だ!!   | 2011年3月9日（3月4日）   | 978-4-08-870192-9 |
| 12   | 信頼だ                 | 2011年5月7日（5月2日）   | 978-4-08-870222-3 |
| 13   | 今度はもう絶対に       | 2011年7月9日（7月4日）   | 978-4-08-870258-2 |
| 14   | 今度はオレが           | 2011年10月9日（10月4日） | 978-4-08-870295-7 |
| 15   | 信じてますから         | 2011年12月7日（12月2日） | 978-4-08-870317-6 |
| 16   | 試合終了!!             | 2012年3月7日（3月2日）   | 978-4-08-870372-5 |
| 17   | 試合開始!!             | 2012年4月9日（4月4日）   | 978-4-08-870404-3 |
| 18   | やっててよかったよ     | 2012年7月9日（7月4日）   | 978-4-08-870430-2 |
| 19   | 誠凛のエース           | 2012年9月9日（9月4日）   | 978-4-08-870499-9 |
| 20   | オレは知らない         | 2012年12月9日（12月4日） | 978-4-08-870535-4 |
| 21   | 真の光                 | 2013年2月9日（2月4日）   | 978-4-08-870618-4 |
| 22   | ナメんじゃねぇ!!       | 2013年5月7日（5月2日）   | 978-4-08-870649-8 |
| 23   | 青い空の日             | 2013年8月7日（8月2日）   | 978-4-08-870785-3 |
| 24   | 行こうぜ               | 2013年10月9日（10月4日） | 978-4-08-870819-5 |
| 25   | 勝利ってなんですか?    | 2013年12月9日（12月4日） | 978-4-08-870851-5 |
| 26   | 決勝戦試合開始!!       | 2014年3月9日（3月4日）   | 978-4-08-880025-7 |
| 27   | 奇跡は起きない         | 2014年5月7日（5月2日）   | 978-4-08-880057-8 |
| 28   | 覚悟の重さ             | 2014年7月9日（7月4日）   | 978-4-08-880136-0 |
| 29   | 絶対止めてやる         | 2014年9月29日（10月3日） | 978-4-08-880174-2 |
| 30   | 何度でも               | 2014年12月9日（12月4日） | 978-4-08-880211-4 |

### 漫画続編
- 藤巻忠俊 『黒子のバスケ EXTRA GAME』〈ジャンプ・コミックス〉、全2巻
  - 前編 2015年10月8日第1刷発行（10月3日発売[集 31]）、ISBN 978-4-08-880538-2
  - 後編 2016年5月7日第1刷発行（5月2日発売[集 32]）、ISBN 978-4-08-880676-1

### 文庫版
コミックス本編30巻と続編2巻分を、文庫判再編集版として16巻に編集し、3つのBOXに分けて刊行。
- 藤巻忠俊 『ジャンプ プレミアムBOX 黒子のバスケ』〈集英社文庫（コミック版）〉、全3セット
  - BOX 1（インターハイ編）2019年7月31日発売[集 33]）、ISBN 978-4-08-619753-3
  - BOX 2（ウインターカップ編【前編】）2019年9月30日発売[集 34]）、ISBN 978-4-08-619754-0
  - BOX 3（ウインターカップ編【後編】）2019年11月29日発売[集 35]）、ISBN 978-4-08-619755-7

### 小説
- 藤巻忠俊、平林佐和子 『黒子のバスケ Replace』 〈JUMP j BOOKS〉、全6巻
  1. 「I」2011年3月4日発売[集 36]、ISBN 978-4-08-703240-6
  2. 「II キセキの学園祭」2011年12月2日発売[集 37]、ISBN 978-4-08-703254-3
  3. 「III ひと夏のキセキ」2012年9月4日発売[集 38]、ISBN 978-4-08-703275-8
  4. 「IV 1/6のキセキ」2013年8月2日発売[集 39]、ISBN 978-4-08-703298-7
  5. 「V ふぞろいのエースたち」2014年5月2日発売[集 40]、ISBN 978-4-08-703314-4
  6. 「VI キセキの遠征」2015年9月4日発売[集 41]、ISBN 978-4-08-703377-9

劇場版アニメのノベライズは黒子のバスケ (アニメ)#小説を参照。

### スピンオフ
- 藤巻忠俊、平林佐和子、高橋一郎 『黒子のバスケ Replace PLUS』 〈ジャンプ・コミックス〉、全10巻
  1. 「わりと騒がしい帝光中学の放課後」 2015年6月4日発売[集 42]、ISBN 978-4-08-880414-9
  2. 「恐怖! 山合宿の悲劇!!」 2015年11月4日発売[集 43]、ISBN 978-4-08-880562-7
  3. 「Welcome to 帝光祭」 2016年5月2日発売[集 44]、ISBN 978-4-08-880682-2
  4. 「緑間真太郎氏の極めて不幸な一日」 2016年9月2日発売[集 45]、ISBN 978-4-08-880787-4
  5. 「桐皇学園の眠れない夜」 2016年12月2日発売[集 46]、ISBN 978-4-08-880837-6
  6. 「キセキが浴衣にきがえたら」 2017年3月3日発売[集 47]、ISBN 978-4-08-881041-6
  7. 「誠凛高校バスケ部、始動!!」 2017年10月4日発売[集 48]、ISBN 978-4-08-881236-6
  8. 「The Adventures TAIGA & TATSUYA」 2018年3月2日発売[集 49]、ISBN 978-4-08-881310-3
  9. 「はたらく陽泉高校」 2018年5月2日発売[集 50]、ISBN 978-4-08-881421-6
  10. 「六人目の帝光キッド」 2018年7月4日発売[集 51]、ISBN 978-4-08-881530-5

### ファンブック
- 『黒子のバスケ オフィシャルファンブック』
  - 『CHARACTERS BIBLE』、2012年7月9日第1刷発行（7月4日発売[集 52]）、ISBN 978-4-08-870574-3
  - 『くろフェス!』、2014年12月9日第1刷発行（12月4日発売[集 53]）、ISBN 978-4-08-880272-5

TVアニメのファンブックは黒子のバスケ (アニメ)#ファンブックを参照。

### イラスト集
- 『黒子のバスケ 公式ビジュアルブック BRIGHT COLORS』
  - 2016年5月2日発売[集 54]、ISBN 978-4-08-880716-4

### 単行本付録CD
- 単行本同梱版 スペシャルドラマCD
  - 「お好み焼き、食べないか?」（16巻）
  - 「お片付けといきますか！」（23巻）